# ولایت فقیه
ولایت فقیه یا ولایت مطلقه فقیه نظریه‌ای در فقه اصولی تشیع دوازده امامی است که نظام سیاسی و جانشینی محمد در دوران غیبت امام معصوم را بیان می‌کند. نظام جمهوری اسلامی ایران بر اساس این نظریه تأسیس شده است. مقدمه، اصل پنجم و فصل هشتم شامل اصول یک‌صد و هفتم تا یک‌صد و دوازدهم قانون اساسی جمهوری اسلامی ایران به موضوع رهبری و ولایت فقیه اختصاص دارد.
ولایت فقیه بمعنی حق قضاوت، صدور فتوا در مسائل شرعی، اخذ وجوهات شرعی و رسیدگی به امور حسبیه از دیرباز در فقه امامیه مطرح بوده است. اما نظریهٔ ولایت فقیه که توسط روح‌الله خمینی مطرح شد شامل سیاست نیز هست.
خمینی از سال۱۳۲۲ در برابر این نقد(اسرار هزار ساله)  که تشیع اثنی عشری در دوران غیبت برنامه‌ای برای حکومت ندارد، کوشید ثابت کند که چنین نیست. او در ۱۳۲۳ در کتاب کشف الاسرار پیشنهاد داد شورای فقها در انتخاب پادشاه دخالت داشته باشند. سپس در سال ۱۳۴۸ در درسهای ولایت فقیه که به کتاب تبدیل شد نظریه ولایت فقیه را که تا آن زمان یک اصطلاح فقهی شیعه اثنی عشری در مورد دخالت فقیه در امور حسبیه (حمایت از یتیمان و اخذ وجوهات) بود به مسندی با قدرت سیاسی تعمیم داد. او در روزهای مهم انقلاب ۵۷ در پاییز ۱۳۵۷ که در پاریس اقامت داشت در بیش از دویست سخنرانی و مصاحبه خود هیچ اشاره ای به ولایت فقیه نکرد. حتی گفت : ولایت با جمهور مردم است. روحانیون متکفل حکومت نخواهند شد. تا اینکه در نگارش دوم قانون اساسی در سال ۱۳۵۸ این اصل با پافشاری منتظری و بهشتی توسط اولین مجلس خبرگان به قانون اساسی افزوده شد. او پس از ده سال با تفسیر جدیدی این مسند را به ولایت مطلقه فقیه تبدیل کرد و اختیارات آن از قوانین شرع و عرف فراتر رفته و تنها به مصلحت دانی فقیه محدود شد.
شیعه اثنی عشری تأسیس حکومت اسلامی را موکول به ظهور کرده بود و حکومت‌های مستقر را ظلمه می‌خواند و چون ظهور را به زمان نامعلومی سپرده بود، تأسیس حکومت اسلامی و برقراری عدل نیز نا ممکن بود. در واقع خمینی  با ارائه نظریه ولایت فقیه از شیعه اثنی عشری خروج کرد و تناقضی بین دکترین اثنی عشری و جمهوری اسلامی ایجاد کرد چون طبعاً این حکومت نیز در دوره غیبت بود و ظلمه محسوب می‌شد. برخی این خروج خمینی از دکترین اثنی عشری و امامیه را مترادف با قایل شدن به امام حاضر (در مقابل امام غایب) و بازگشت او به فرقه‌های ماقبل اثنی عشری (غیر امامیه) مثل زیدیه دانسته‌اند که وجود امام غایب را رد میکنند و امام را فردی حاضر و فعال در جامعه می‌شناسند که لزوماً از فرزندان علی نیست. زیدیه تاکنون بیش از یکصد و ده امام داشته است.
ولایت مطلقه فقیه حکم ولی فقیه را بالاتر از قوانین عرف و شرع قرار می‌دهد. خمینی آن را بدین شرح تعریف کرد: «... حکومت، که شعبه‌ای از ولایت مطلقهٔ رسول‌الله است، یکی از احکام اولیهٔ اسلام است؛ و مقدم بر تمام احکام فرعیه، حتی نماز و روزه و حج است…» در تابستان ۱۳۶۸ پس از بازنگری قانون اساسی، عبارت"ولایت مطلقه فقیه" جایگزین "ولایت فقیه" گردید و اختیارات قانونی او بیشتر شد. البته قدرت ولایت مطلقه محدود به قانون اساسی  نیست و او از طریق نهادهای زیر نظر خود و نیز با حکم‌های حکومتی در امور دخالت میکند. نظریه «ولایت مطلقه» با در نظر گرفتن اختیارات فرا قانونی و فرا دینی با نظریه ولایت فقیه که در آن اختیارات رهبر محدود به احکام شریعت است در تناقض است .

## پشتوانه قرآنی
این نظریه پشتوانه قرآنی ندارد و صرفاً استنباطی از برخی عبارتهای قرآنی است و به همین سبب منابع برای اثبات این نظریه به دلایل عقلی و نقلی اشاره می‌کنند. آیه اطاعت که بیانگر یک استراتژی ناب برای اداره هر فعالیتی است توسط بسیاری از حاکمان اسلامی مصادره به مطلوب شده و خود را ولی امر خوانده‌اند که البته هیچ عالمی شیعی و سنی این منصب را قابل انتساب به غیر از خلفا و امامان معصوم نمی‌داند. آیه ولایت نیز صرفاً قابل انتساب به ولایت علی بن ابی‌طالب و جانشینان اوست. در آموزه‌های جمهوری اسلامی آیه ۴۴ سوره مائده و هچنین آیه ۴۸ مائده را پشتوانه‌ای برای ولایت فقها می‌دانند. البته قرآن در این آیه مأموریت او را مشخص می‌کند و در آیه ۶۳ مائده به قصور او در این مأموریت اشاره می‌کند و در آیات ۳۱ تا ۳۵ سوره توبه خطر احبار و ربانیون را گوشزد می‌کند.
در سوره احزاب نیز آیه‌های ۶ و ۳۶ اشاره روشنی به ولایت پیامبر دارد که قابل اطلاق به فرد دیگری نیست. از سوی دیگر ظاهراً بر اساس تفاسیر و روایات نقل شده از پیامبر این اولی بودن بیشتر مبین مسئولیت او در برابر مردان و زنان مؤمن است.

## پیشینه فقهی

### ولایت
ولایت نوعی قُرب است مانند ولایت ولی یا پدر که مستلزم نوعی حق تصرف و مالکیت نسبت به فرزند یا دیگری است. پیامبر یا امام حق حکومت بر مؤمنین و تدبیر امور آنها بر اساس شریعت و مسایلی از قبیل قسم و همسایگی و طلاق و عهد و نصرت و ارث دارند. مراد از ولایت در اینجا حکومت، اقتدار، رهبری، تدبیر امور ملت و مانند آن است. مقصود از ولایت عام فقها این نیست که آنها مانند پیامبر و امام بر مؤمنین اولویت داشته باشند، بلکه تلقی معمول از ولایت مثل ولایت پدر بر اولاد است و در حد تکمیل نقص مؤمن و رفع کاستی‌های اوست.

### فقیه
مقصود از فقیه، مردی است که در فقه و معارف اسلامی عالم باشد و در احکام شرعی دارای درجه اجتهاد باشد.
اگر او بخواهد رهبر و ولی امت باشد، باید دارای شرایط دیگری باشد که مهم‌ترین آنها عبارتند از:
1. عدالت و تقوا
2. شجاعت و تسلیم نشدن در برابر توهمات
3. تجربه سیاسی
4. آگاهی از قانون
5. توانایی اداره امور کشور
6. وضعیت امت را بداند و نگرانی‌هایش را درک کند
7. انتخاب او توسط امت به عنوان رهبر[۳۱]

در بازنگری قانون اساسی در تابستان ۱۳۶۸ شرط مرجعیت از مجموعه شرایط رهبر حذف شد

### ولایت فقیه
نیابت عامه در عصر غیبت توسط یک فقیه که شرایط لازم را دارد تا به‌شرط مصلحت همه اموری را که امام معصوم در آن صلاحیت داشته است اداره کند… شامل تلاش برای برقراری حکومت اسلامی، امر به معروف و نهی از منکر اگر خطری باشد که اسلام را تهدید کند یا اصالت اخلاق عمومی را خدشه دار کند. تلاش برای احیای آگاهی اسلامی، دعوت در داخل و خارج از کشور، رفع شکاف‌ها، دستور جهاد، دفاع، صلح، قبول آتش‌بس، تقسیم غنایم، گرفتن زکات و خمس، تصرف در امور صغار، موقوفات، برپایی جمعه و جماعات، تعیین ائمه، تعیین قضات، نظارت بر کار آنها، رسیدگی به صدور احکام ، فتوا و پرداختن به امور حسبیه است.

### ولایت مطلقه فقیه
نگاه کنید به: همه‌پرسی بازنگری قانون اساسی جمهوری اسلامی ایران
در تابستان ۱۳۶۸ پس از بازنگری قانون اساسی اصطلاح ولایت فقیه به ولایت مطلقه فقیه تغییر کرد و اصطلاح شورای رهبری نیز از اصل پنجم قانون اساسی حذف گردید. خمینی در نامه مهم مورخ ۱۶ دی ۱۳۶۶ به رئیس‌جمهور نوشت: «شما حکومت را که به معنای ولایت مطلقه‌ای که از جانب خدا به نبی اکرم (ص) واگذار شده و از اهم احکام الهی است و بر جمیع احکام فرعیه الهیه تقدم دارد، صحیح نمی‌دانید و تعبیر به آن که اینجانب گفته‌ام: «حکومت در چهارچوب احکام الهی دارای اختیار است» به کلی بر خلاف گفته‌های اینجانب است….. حکومت می‌تواند قراردادهای شرعی را که خود با مردم بسته است… یک جانبه لغو کند.» از آن تاریخ اصطلاح ولایت مطلقه فقیه وارد فضای سیاسی ایران شد و در بازنگری قانون اساسی جمهوری اسلامی در سال ۱۳۶۸ این اصطلاح به قانون اساسی افزوده شد.

## تاریخ

### دوران ساسانی
بابک کاهن اعظم معبد آناهیتا و پدر اردشیر بابکان بنیانگذار سلسله ساسانی بود که با آغاز سلطنتش دین زرتشت نیز بر تخت شاهی نشست. اعتبار دینی بابک به اردشیر کمک کرد تا قدرت را از گوچیهر که علاقه‌ای به پیروی از آیین آتش نداشت بگیرد. در سنگ نوشته‌ای در تخت جمشید بابک و پسر دیگرش شاپور اول هر دو از تاجی مشابه تاج شاپور اول بر سکه‌هایش بر سر دارند. شاپور اول در جایگاه دوگانه شاه-موبد به گونه ای تجسم شده است که با یک دست قبضه شمشیر خود را فشرده و آتش را دستکاری می‌کند و با دست دیگر هیزم اضافه می‌کند. اردشیر که در سال ۲۲۰ میلادی جانشین شاپور شد، در سکه‌های خود تاجی مشابه همان تاج شاپور بر سر دارد.
پس از آنکه اردشیر اول (اردشیر بابکان) (۲۴۲–۱۸۰ م) آخرین پادشاه اشکانی آرتابانوس پنجم را برکنار کرد، از کاهن زرتشتی بنام تنسر کمک گرفت تا او را در مشروعیت بخشیدن به سلسله جدید یاری دهد. تنسر با نامه نگاری به شاهان منطقه ای از آنها خواست که اردشیر اول را به عنوان پادشاه بپذیرند. وی در نامه تنسر خطاب به گشتاسپ (شاه منطقه ای طبرستان که اردشیر را متهم کرده بود که با غصب تاج و تخت سنت را زیرپا گذاشته است) اعلام کرد که همه راه‌های قدیم نیکو نبوده و اردشیر از پیشینیان نیکوتر است. وی نوشت که اشکانیان از سنت التقاطی (یونانی-ایرانی) پیروی می‌کردند و قیام اردشیر لازم بود زیرا دین زرتشتی پس از هجوم اسکندر مقدونی «فاسد» شده بود و نیاز به «بازیابی» داشت.
تنسر به مقام هیربدان هیربد منسوب شد و به تشکیل یک «نظام زرتشتی» تحت کنترل مغ‌ها با مجموعه واحدی از متون اوستایی اقدام کرد.
اولین شاهان ساسانی خود را از سلاله الهی دانسته و (بی) می‌نامیدند.

### ولایت در مسیحیت قرون وسطی
در اروپای آغاز قرون وسطی حکومت کلیسا بر روی زمین به تفصیل مورد بحث پاپها و سلاطینی که تازه قدرت می‌گرفتند قرار گرفته است. پاپ گرگور هفتم .. از نخستین مؤسسان حکومت تئوکراتیک است. وی با استناد به عهد عتیق و جدید مدعی سلطنت بر سراسر سرزمینهای مسیحی بود… از تورات نقل می‌کرد که قدیس ژرمی نقل کرد که یهوه دست خود را دراز کرد و دهان من را لمس کرد و گفت من بدین ترتیب کلام خود را در دهان تو می‌گذارم و تو رو بر ملتها و سلطنتها مسلط می‌گردانم که برکنی و بکشی و ویران سازی و خراب کنی و بسازی و بکاری… از انجیل نقل می‌کرد که مسیح به پیر گفت: تو پیر هستی و بر روی این سنگ کلیسای مرا بنا خواهی نمود و من به تو کلید آسمانها و بهشت را می‌دهم و آنچه را تو بر روی زمین ببندی در آسمانها بسته می‌شود و آنچه را بر روی زمین باز کنی در آسمانها باز می‌شود… و چون مردم از شاه و رعیت رمه ای هستند که چوپانی آنها از طرف مسیح به پیر واگذار شده است همه کسانی که خدا را عبادت می‌کنند. جز آنها که طریق الحاد و بندگی شیطان را برگزیده اند. ولایت و حکومت پیر را بر خود پذیرفته‌اند. و پس از پیر باید حق ولایت جانشینان وی بر خود را بپذیرند. وی می‌گفت پاپ بجز اجرای اراده الهی کاری نمی‌کند و کلیسا برای همین خواست و اجرای اراده الهی ایجاد شده است.
نظر گریگوری هفتم توسط پاپهای دیگر چون اینوسنت سوم و بونیفاس هشتم مورد تأیید و تأکید قرار گرفت. اینوسنت سوم می‌گفت:سلاطین قدرت خود را از کلیسا می‌گیرند همان‌طور که ماه نور خود را از خورشید می‌گیرد.
موسی موسوی اصفهانی می‌نویسد: این نظریه به معنای دقیقتر نظریه «حلولی» است که از مسیحیت گرفته شده: خداوند در مسیح تجسد می‌یابد، و مسیح در اسقف اعظم متجسد می‌شود. در عصر دادگاه‌های تفتیش عقاید در اسپانیا، ایتالیا، و قسمتی از فرانسه، «پاپ» به عنوان سلطه الهی مطلق بر مسیحیان و دیگران حکم رانی می‌کرد. و به اعدام، سوزاندن، و زندانی کردن مردم دستور می‌داد. مأموران او در روز و شب به خانه‌های مردم می‌ریختند و انواع و اقسام فساد و منکرات را بر اهل این خانه‌ها واقع می‌کردند. این نظریه ساختگی پس از شروع غیبت کبری زمانی که علما از الهی بودن منصب امامت سخن می‌راندند به نظریات شیعه اضافه گشت. از امام جانشینی برای رسول خدا می‌ساخت که از طرف خداوند انتخاب گشته و دارای سلطه می‌باشد. چون امام زنده بوده و فقط از انظار غایب است این سلطه به نائبان او یکی پس از دیگری انتقال می‌یابد.

### نقش و اختیارات امام در شیعه اثنی عشری
شیخ کلینی در اوائل قرن دهم میلادی (چهارم هجری) در کتاب اصول کافی در حدیثی معروف از امام هشتم شیعیان نقش امام در شیعه دوازده امامی را اینگونه شرح می‌دهد:
امامت زمام دین و نظام مسلمین و صلاح دنیا و عزّت مؤمنان است. امامت اساس اسلام بارور و شاخهٔ بلند آن است. امام، حلال خدا را حلال و حرام خدا را حرام می‌شمرد و آن را تحقق می‌بخشد؛ حدود الهی را به پا می‌دارد و از دین خدا دفاع می‌کند و به سوی راه پروردگارش به وسیلهٔ دانش و اندرز نیکو و دلیل رسا و محکم دعوت می‌کند. امام امین خداوند در میان مردم، حجت حق بر خلق، خلیفهٔ الهی در جامعه، رهبر و ره نمای خلق به سوی حق و نگهبان حریم حقوق الهی است.

### صفویه و ورود علما به سیاست
ببینید: فهرست شیخ الاسلام‌های اصفهان
برخلاف دین زرتشت و مسیحیت، در اسلام هیچ‌گاه طبقه‌ای به‌نام روحانیت وجود نداشته است. نخستین بار امپراطوری عثمانی در قرن ۱۵ میلادی (۹ هجری) اقدام به تأسیس منصب شیخ الاسلام کرد. مورخین هم‌نظر هستند که نخستین بار سلطان محمد فاتح در ۱۴۵۱ میلادی چنین فردی را منصوب کرده است و به تدریج جایگاه آن بالا رفت تا اینکه در زمان سلطان سلیم اول به مقام مهمی در دربار تبدیل شد و در زمان سلطان سلیمان قانونی، شیخ الاسلام به یک نهاد اداری و قانونی تبدیل شد که در استانبول قرار داشت و از طریق فتواهای خود سیاست‌های حکومت را پشتیبانی می‌کرد. این منصب را عثمانیان به تقلید از کلیسای کاتولیک برگرفتند و بعدها صفویه آن را وارد ایران کرد و خود را بعنوان شیخ الاسلام در اصفهان و با کمرنگ شدن مقام شیخ الاسلام جای خود را به مجتهد عام شیعه داد. برنارد لوئیس می‌نویسد: ایرانیان نمی‌دانند که با اینکار در واقع اسلام را مسیحی کرده‌اند. در اول قرن شانزدهم میلادی ترکان صفوی بخاطر ایجاد یک نفاق دینی با عثمانی برای ریشه‌دارکردن دشمنی‌ها تصمیم گرفتند ایران را که اکثریت جمعیت آن تا آن زمان شافعی مذهب بودند به شیعه اثنی عشری تغییر دین بدهند. آنها به تقلید از عثمانی به تأسیس نهاد شیخ الاسلام از نوع شیعه پرداختند و به این طریق طبقه روحانیت سیاسی را در ایران پایه‌گذاری کردند. این نهاد بتدریج در ایران رشد کرد. خصوصاً در دوران پادشاهان ضعیف مثل شاه طهماسب (محقق کرکی) و شاه سلیمان و شاه سلطان حسین (محمد باقر مجلسی) قدرت زیادتری می‌گرفت. تا جایی که محمد باقر مجلسی به‌طور سازمان یافته اقدام به ایجاد تغییرات عظیمی در شیعه اثنی عشری کرد قداست امامان شیعه را افزود، اهمیت گریه کردن و عزاداری را بالا برد، عقل‌گرایی را زدود و شیعه را به یک مکتب احساسی بدل کرد، خرافات زیادی را نیز وارد شیعه کرد. مجلسی ذهن عوام را ناقص می‌دانست و راه رسیدن به سعادت را حکومت فقها همراه با پادشاهان اسلامی می‌دانست شیخ الاسلام‌ها در اصفهان زندگی می‌کردند و این منصب تا زمان انقلاب مشروطه (۱۹۰۶م-۱۲۸۵ش) یعنی تا پایان سلطنت مظفرالدین شاه برقرار بوده است که البته در اواخر بصورت یک سمت تشریفاتی منصوب شده توسط شاه درآمده و در عمل مردم بیشتر پیرو مجتهدین دیگر بوده‌اند. آخرین آن‌ها علی‌اکبر شیخ‌الاسلام بود که در ۱۲۷۰ شمسی یعنی ۱۵ سال قبل از مشروطه توسط ناصرالدین شاه منصوب شده بود و پس از انقلاب مشروطه شهردار اصفهان و سپس نماینده مجلس شورای ملی شد تا اینکه در ۱۳۱۱ ش یا ۱۹۳۲ میلادی در زمان رضاشاه پهلوی درگذشت. با سقوط صفویه منصب شیخ الاسلام که بعنوان قاضی نیز عمل می‌کرد و توسط شاهان صفوی تعیین می‌شد رو به ضعف نهاد. این وضعیت یک موقعیت در اختیار مجتهدین شیعه قرارداد و شروع به کار بعنوان حاکم شرع یا قاضی کردند و به‌تدریج موقعیت اجتماعی و بعدها سیاسی مهمی به‌دست آوردند.

#### صوفیان و ولایت
صفی الدین در سال ۱۳۰۱م رهبری زاهدیه را که یکی از فرقه‌های صوفی مهم گیلان بود، از استاد روحانی و پدرزنش زاهد گیلانی به عهده گرفت. این فرقه بعدها به صفوی معروف شد.
در زمان شیخ جنید (مرگ ۱۴۶۰ م) صفویه از یک فرقه صوفیانه که حول یک مرید سازماندهی شده بود، به یک جنبش نظامی فعال با سیاست فتح و سلطه تبدیل شد. او اولین رهبر معنوی صفوی بود که گسترش آموزه‌های شیعه و خصوصاً غلات دوازده امامی را حمایت کرد. پیروانش جنید را تجسم خداوند می‌دانستند.
شیخ حیدر (۱۴۵۹–۱۴۸۸م) به عنوان رهبر صفویه جاه طلبی سیاسی پدرش را دنبال کرد. در زمان او صفویه به عنوان یک جنبش سیاسی شیعی دوازده امامی به‌طور فزاینده ای تبلور یافت و حیدر در نظر پیروانش یک شخصیت الهی بود.

#### پادشاهان صفوی
اسماعیل اول (۱۵۲۴–۱۴۸۷م) (۹۳۰–۹۰۷ق) از مارتا و شیخ حیدر در اردبیل به دنیا آمد. مادرش مارتا یا حلیمه بیگم، دختر اوزون حسن، فرمانروای سلسله ترکمان آق قویونلو و همسر مسیحی او تئودورا معروف به دسپینا خاتون بود. دسپینا خاتون دختر ژان چهارم امپراتور ترابوزان بود. او در قراردادی برای محافظت از امپراتوری ترابوزان در برابر ترکان عثمانی با اوزون حسن ازدواج کرده بود. اسماعیل خود را مهدی موعود می‌دانست
شاه اسماعیل برای جلوگیری از ضمیمه شدن حکومتش به خلافت اسلامی که در دست عثمانیان بود به ولایت فقیه تن در داد و از علی بن عبد العال الکرکی از علمای شیعه جبل عامل درخواست کرد از او پشتیبانی سیاسی نموده و برای جلوس بر کرسی سلطنت و در دست گرفتن حکومت اجازه صادر کند که صدور این اجازه‌نامه به نام ولایت عمومی و صلاحیتهای فقیه بود متن اجازه «کرکی» مبنی بر جلوس شاه اسماعیل هنوز در کتب تاریخ موجود می‌باشد.
محقق کرکی (۱۵۳۱–۱۴۶۱م)(۹۴۰–۸۷۰ق) در ۱۵۰۱ میلادی به ایران آمد. وی اظهار می‌داشت: برای مصلحت امت، لازم است یک عالم شیعه پیشوای مشروعی برای انجام وظایف امام غایب باشد. پس از مرگ شاه اسماعیل، محقّق کَرکی به عنوان نائب امام مهدی (ولی مطلقه فقیه) در همهٔ شئون اقتصادی، سیاسی و دینی دولت شیعی جدید صاحب اختیار مطلق شد تا آنجا که شخص شاه طهماسب نیز نائب او به‌شمار می‌آمد و او را به مقام  شیخ الاسلامی نائل کرد. در زمان صفویان، مقام‌های مذهبی شیخ الاسلام برای همه شهرهای بزرگ منصوب شدند.
محمدباقر مجلسی (۱۶۲۸–۱۶۹۹ م) (۱۰۳۷ – ۱۱۱۰ ق) در رساله فیلسوفان، اصولیون و صوفیه، استفاده مستقل از استدلال برای کشف حقیقت و تشخیص خیر و شر را رد می‌کند و می‌گوید همه امور معنوی و دنیوی طبق قرآن باید در زمان پیامبر به او ارجاع داده شود. پس از رحلت پیامبر به قرآن و اهل بیت یا ائمه رجوع شود و در دوران غیبت مردم باید به محدثین رجوع کنند.

#### عقاید عوام در اواخر صفویه
شاردن (‏ ۱۶۴۳–۱۷۱۳م) بازرگان و نویسنده فرانسوی زمان شاه عباس دوم در سیاحتنامه خود تحت عنوان «باورهای ایرانیان دربارهٔ حقّ حکومت» می‌گوید مسلمانان ایران در موضوع جانشینی امام غایب دو دسته اند:
برخی بر این اعتقادند که در تمام طول مدّت غیبت امام باید یک مجتهد معصوم امور دینی و اجتماعی و حکومتی مملکت را اداره کند، و باید جامع علوم، و از هر جهت منزّه از هر فساد و گناه باشد، و چنان بر همهٔ واجبات مذهبی و احکام دینی و دانش‌های بشری احاطه داشته باشد که هر پرسشی دربارهٔ مسائل دینی و اجتماعی از او می‌کنند به درستی جواب بدهد.
دستهٔ دیگر معتقدند در غیبت حق حکومت به یکی از بازماندگان امام می‌رسد، اما واجب و لازم نیست که وی مانند امام جامع علوم ظاهر و باطن و از هر جهت معصوم باشد. … آنچه مایهٔ آسایش خاطر و عدم نگرانی پادشاه است این است که قریب به اتفاق مردم بر همین باورند. اما گاهی اهل منبر تبلیغ می‌نمایند که پادشاه باید هم از سلالهٔ امام و هم جامع علوم زمان خود و کاملاً پرهیزگار باشد، و چگونه ممکن است پادشاه نامؤمن و مستغرق گناه با عالم بالا نزدیک باشد و نور هدایت را برای راهنمائی مؤمنان بگیرد. پادشاهی بر جامعهٔ مسلمانان تنها شایسته و درخور مجتهدی است که پایهٔ دانش و تقوای او از همگان بالاتر باشد. چون چنین مجتهد وارسته‌ای پردانش و سلیم است باید پادشاهی در کنارش باشد که به ضرب شمشیر مردمان را به رعایت عدالت وادار نماید، اما باید چون وزیری فرمانبردار و سر به راه باشد.
شاردن می‌افزاید: در نظر ایرانیان بیشتر از آنچه مفتی در عثمانی اختیار و قدرت دارد. صدر توانمند و مقتدر است و وی را پادشاه و حاکم امور مذهبی، و حقوقی شیخ و قبله‌گاه واقعی، قائم مقام پیغمبر و نایب امامان می‌دانند.

### دوران قاجار
ملااحمد نراقی (۱۷۷۱–۱۸۲۹م) (۱۱۸۵–۱۲۴۵ش) در فصل ۵۴ کتاب عوائد الایام می‌نویسد: «ولایت فقیه فی الجمله بین شیعیان اجماعی است و هیچ‌یک از فقها فی الجمله در ولایت فقیه اشکال نکرده است.» زندگی نراقی مصادف بود با جنگ اول ایران و روس (۱۸۰۴–۱۸۱۳) و جنگ دوم ایران و روس (۱۸۲۶–۱۸۲۸) ایران و روس که طی آن روحانیت شیعی سیاسی شدند.
شیخ احمد اَحسائی (۱۱۶۶–۱۲۴۲ ق) (۱۸۲۶–۱۷۵۳م) نخستین روحانی شیعه دوازده امامی شد که مدعی بود در خواب از امامان شیعه به او وحی می‌شود و علوم دینی را از این طریق دریافت می‌کند وی امامان شیعه را مسلط به امور می‌دانست و امام زمان را موجود و غیر غایب می‌دانست و مردم را تشویق می‌کرد بدنبال او بگردند.
محمدحسن نجفی یا صاحب جواهر دربارهٔ ولایت فقیه در کتاب جواهر الکلام می‌گوید: «کسی که در ولایت فقیه وسوسه کند، طعم فقه را نچشیده است و معنا و رمز کلمات معصومین را نفهمیده است.»
هنگامی که فتح علی شاه قاجار خواست با «تزار» بجنگد، مجتهد بزرگ شیعه «سید محمد مجاهد» در پیشاپیش لشکر شاه در جنگ با روسیه قرار گرفت، و به نام ولایت فقیه فتوای جهاد صادر کرد. و هنگامی که ایران در آن جنگ شکست خورده و شاه اسماعیل از هفده شهر ایران به نفع روسیه تنازل نمود، و لشکر شکست خورده همراه با سید مجاهد به ایران بازگشت، ایرانیان از آنان با بر زبان راندن انواع عبارات خزی و عار استقبال نمودند. و بر سر سید مجاهد و اطرافیانش، بخاطر اینکه این رهبر دینی، ایران را به سوی هلاک و فاجعه می‌راند، جیفه و کثافت ریختند.
در دوران محمدشاه قاجار، محمدباقر شفتی که مجتهد بزرگ شهر اصفهان بود و قدرت و ثروت بسیار داشت و به اجرای سختگیرانه حدود شرعی اصرار می‌ورزید برای مدتی با همکاری لوطیان کنترل شهر را در دست گرفت و از زیر قدرت شاه شانه خالی کرد. محمدشاه همراه با لشکری از تهران عازم اصفهان شد و شهر را به محاصری شرف. آنها سرانجام دروازه‌های شهر را گشودند. لوطیان که به مردم ستم بسیار کرده بودند به سختی مجازات شدند و نفوذ سید سفتی نیز به شدت محدود شد.

### نظریه خمینی در کتاب کشف الاسرار ۱۳۲۳
پس از جنگ دوم جهانی و خروج رضاشاه و انتصاب شاه جوان یک جو آزادی بیان در کشور ایجاد شده بود. از جمله محصولات این محیط جدید کسانی بودند که به سنتهای مردم انتقاد می‌کردند. از جمله احمد کسروی شریعت سنگلجی حکمی زاده و دیگر همکاران آنها در مجله پیمان بودند که نقدهای تندی به شیعه اثنی عشری می‌کردند. علی‌اکبر حکمی زاده کتاب اسرار هزارساله را در ۱۳۲۲ منتشر کرد و خمینی در پاسخ به او کتاب کشف الاسرار را منتشر کرد.
حکمی زاده در فصل چهارم کتاب خود از شیعه دوازده امامی (باطنی) عیب گرفت که از آنجاکه آنها طرحی برای حکومت در دوران غیبت ندارند به یک نیروی مخالف با حکومتها تبدیل شده‌اند که مردم را تشویق به مقاومت منفی در برابر استقرار حکومت مثلاً ندادن مالیات و در نهایت تضعیف حکومت و کشور می‌کنند و باعث ضعف کشور هستند. خمینی در پاسخ او گفت: "اگر کسی تکذیب کند از وضع یک حکومتی که این حکومت‌ها جائرانه است و کسی هم تا زمان دولت حق نمی‌تواند آن را اصلاح کند، چه ربط دارد به اینکه حکومت عادلانه نباید تشکیل داد؟" او حتی مشارکت در حکومت جور را هم تجویز کرده بود: "ما می‌گوییم در همان تشکیلات خانمان‌سوز دیکتاتوری هم اگر کسی وارد شود، برای جلوگیری از فسادها و برای اصلاح حال کشور و توده خوب است، بلکه گاهی هم واجب می‌شود." این جرقه‌های اولیه خروج خمینی از نظریه اصلی شیعه اثنی عشری بود که تأسیس حکومت اسلامی قبل از ظهور را مجاز نمی‌دانست.

### نظریه خمینی در درس ولایت فقیه ۱۳۴۸
ولایت فقیه عنوان مجموعه سخنرانیهایی بوده که خمینی در کلاس درس خود در نجف در ۱۳ جلسه گفته است. این سخنرانیها در فروردین ۱۳۴۹ توسط موسی موسوی اصفهانی در رادیو بغداد خوانده شده‌اند. توسط محمود دعایی ضبط شده‌اند و بر روی کاغذ پیاده شده و تکثیر شده‌اند.

هدف بعثت و کار انبیا تنها مسئله گویی و بیان احکام نیست. این‌طور نیست که رسول اکرم و ائمه مسئله گوهایی باشند که خداوند آنان را تعیین فرموده تا مسائل و احکام را بدون خیانت برای مردم نقل کنند و آنان نیز این امانت را به فقها واگذار کرده باشند و معنای «الفقهاء آمن الرسل» این باشد که فقها در مسئله گفتن، امین باشند. در حقیقت مهم‌ترین وظیفهٔ انبیا برقرار کردن یک نظام عادلانهٔ اجتماعی از طریق اجرای قوانین و احکام است که البته با بیان احکام و نشر تعالیم و عقاید الهی ملازمه دارد… و این با تشکیل حکومت و اجرای احکام امکان‌پذیر است، خواه نبی خود موفق به تشکیل حکومت شود مانند رسول اکرم و خواه پیروانش پس از وی توفیق تشکیل حکومت و برقراری نظام عادلانهٔ اجتماعی را پیدا کنند.
بنی‌صدر در مصاحبه با العربیه می‌گوید:
خمینی موضع خود دربارهٔ ولایت فقیه را پنج بار در طول زندگی خود تغییر داده است. او هنگام اقامتش در فرانسه، نظریه ولایت فقیهی که در نجف تدریس می‌کرد، را کنار گذاشت و به حاکمیت ملت روی آورد به گونه‌ای که از برخی افراد خواست قانونی اساسی برای کشور برپایه اصل حاکمیت ملت تدوین کنند… غرب به‌طور کامل می‌دانست که حکومت پاپ در قرون وسطی چگونه بود. … از همین رو از ولایت جمهور مردم سخن گفت… مجله چپ‌گرای لو نوول اوبزرواتور، او را آیت‌الله مدافع آزادی‌های مطلق لقب داده بود… پیش‌نویس قانون اساسی ایران نیز بر همین مبنی تدوین شد. پس از بازگشتش به ایران، نظر خود را عوض کرد؛ زیرا دیگر خود او بر کرسی قدرت نشسته بود. بار دیگر ولایت فقیه را پیش کشید. ناگزیر بود به نظارت فقیه بسنده کند. در آخر و اندکی پیش از پایان جنگ ایران و عراق، از ولایت فقیه به عنوان حاکمیت مطلق سخن گفت… من و آقای حبیبی کتاب را مطالعه و بررسی کردیم اما هیچ چیز مفیدی در آن نیافتیم. من وقتی همراه جنازه مرحوم پدرم به نجف رفتم … به او گفتم که آیا با انتشار این کتاب می‌خواهید رژیم شاه را ابدی کنید؟ چه کسی در این دنیا می‌پذیرد ملتی علیه این نظام به پا خیزد و هزینه‌های بسیاری بدهد تا ولایت فقیهی را که شما می‌خواهید جایگزین نظام شاه کند؟ خمینی پاسخ داد: خیر، هدف من از این کتاب باز کردن فتح باب است تا افرادی همچون شما و آقای مرتضی مطهری، طرحی برای حکومت اسلامی آماده کنید. از او خواستم این سخن را به مکتوب کند. او هم این کار را کرد و از همه حقوق‌دانان و پژوهشگران امور دین اسلام خواست در باب نظام سیاسی و دولت جانشین کار کنند.

## ادلّه
پشتوانه روایی ولایت فقیه، مقبوله عمر بن حنظله است؛ بنابراین روایت، فقیه دارای صلاحیت را امامان شیعه به نیابت نصب کرده‌اند و این نیابت به گونهٔ عام است. فقهای شیعه بر اصل حجت بودن فتوای فقیه عادل دارای شرایط فتوا بر افرادی که آن فقیه را به عنوان مرجع تقلید، یعنی به عنوان متخصصی که در احکام تحقیق کرده و دارای اجتهاد است، صرفاً در مورد احکام شرعی متفق‌اند و حتی برخی از آنان، این اصل را بدیهی دانسته‌اند. اما گسترش این نیابت در کلیه امور، در بین «مخالفان نظریه ولایت مطلقه فقیه»، مورد اختلاف است.

## ولایت فقیه در قانون اساسی ایران
فصل هشتم قانون اساسی جمهوری اسلامی به رهبری مربوط می‌شود.

### اصل ۵
در زمان غیبت حضرت ولی عصر «عجل الله تعالی فرجه» در جمهوری اسلامی ایران ولایت امر و امامت امت برعهده فقیه عادل و باتقوا، آگاه به زمان، شجاع، مدیر و مدبر است که طبق اصل یک صد و هفتم عهده‌دار آن می‌گردد.

### اصول ۱۰۷–۱۱۲
نحوه انتخاب رهبر را مشخص کرده و وظایف قانون اساسی وی را فهرست می‌کند.

### اصل ۵۷
قوای حاکم در جمهوری اسلامی ایران عبارتند از:قوه مقننه، قوه مجریه و قوه قضائیه که زیر نظر ولایت مطلقه امر و امامت امت برطبق اصول آینده این قانون اعمال می‌گردند. این قوا مستقل از یکدیگرند.

### اصل ۱۱۰
وظایف و اختیارات رهبر:
1. تعیین سیاست‌های کلی نظام جمهوری اسلامی ایران پس از مشورت با مجمع تشخیص مصلحت نظام.
2. نظارت بر حسن اجرای سیاست‌های کلی نظام.
3. فرمان همه‌پرسی.
4. فرماندهی کل نیروهای مسلح.
5. اعلان جنگ و صلح و بسیج نیروها.
6. نصب و عزل و قبول استعفاء:

رجوع کنید به: فرمان همایونی
الف- فقهای شورای نگهبان. ب- عالی‌ترین مقام قوة قضائیه. ج- رئیس سازمان صدا و سیمای جمهوری اسلامی ایران. د- رئیس ستاد مشترک. ه‍- فرمانده کل سپاه پاسداران انقلاب اسلامی. و- فرماندهان عالی نیروهای نظامی و انتظامی.
1. حل اختلاف و تنظیم روابط قوای سه‌گانه.
2. حل معضلات نظام که از طرق عادی قابل حل نیست، از طریق مجمع تشخیص مصلحت نظام.
3. امضاء حکم ریاست جمهوری پس از انتخاب مردم- صلاحیت داوطلبان ریاست جمهوری از جهت دارا بودن شرایطی که در این قانون می‌آید، باید قبل از انتخابات به تأیید شورای نگهبان و در دوره اول به تأیید رهبری برسد.
4. عزل رئیس‌جمهور با در نظر گرفتن مصالح کشور پس از حکم دیوان عالی کشور به تخلف وی از وظایف قانونی، یا رأی مجلس شورای اسلامی به عدم کفایت وی بر اساس اصل هشتاد و نهم.

۱۱- عفو یا تخفیف مجازات محکومین در حدود موازین اسلامی پس از پیشنهاد رئیس قوة قضائیه. رهبر می‌تواند بعضی از وظایف و اختیارات خود را به شخص دیگری تفویض کند.

### اصل ۱۱۰ پس از بازنگری
پس از بازنگری قانون اساسی در تابستان ۱۳۶۸ علاوه بر حذف شورای رهبری و افزودن ولایت مطلقه فقیه و تأسیس مجمع تشخیص مصلحت نظام اختیارات زیر برای رهبر به اصل ۱۱۰ افزوده شدند:
1. تعیین سیاست‌های کلی نظام جمهوری اسلامی ایران پس از مشورت با مجمع تشخیص مصلحت نظام.
2. نظارت بر حسن اجرای سیاست‌های کلی نظام.
3. فرمان همه‌پرسی.
4. نصب و عزل و قبول استعفای رئیس سازمان صدا و سیمای جمهوری اسلامی ایران.
5. حل اختلاف و تنظیم روابط قوای سه‌گانه.
6. حل معضلات نظام که از طرق عادی قابل حل نیست، از طریق مجمع تشخیص مصلحت نظام[۸۱]

## مدل‌های حکومت با ولی فقیه

#### سلطان غالب و فقیه
اکثر فقیهان عصر صفوی و برخی از فقیهان قاجاری، بر مبنای نظریه سلطنت مشروعه حرکت کرده‌اند.  امور شرعی، فتوا و احکام قضایی و استنباط احکام کلی در امور عامه، بر عهده فقیهان و امور عرفی، مثل سلطنت و سیاست و مصالح عامه، بر عهده سلاطین است.   سلطان از طریق قدرت به سلطنت دست پیدا می‌کند و از سوی فقیه انتخاب نشده است و بدلیل مردمی بودن علما سلطان با انها مشورت میکرد. از نظر  محقق کرکی همکاری با سلطان شیعی به ضرورت مصالح شیعیان درست است .

#### ولایت مقیده با نظریه دولت در دولت
در زمان سیطره دولت غیر معصوم، دولت‌های کوچک و محدودی تشکیل شوند که مردم در محدوده‌های خاصی به آنها رجوع کنند. از آن به ولایت مقیده تعبیر شده است. مثال آن محاکم شرع در دوره قاجار است .

#### سلطنت مشروعه
سیدجعفر کشفی (۱۲۹۷ ه‍.ق)، به لحاظ نظری، حکومت را شایسته فقیهان کامل می‌داند. لکن علما به جهت جلوگیری از درگیری و هرج و مرج  به همکاری با شاهان رضایت میدادند.
صاحب جواهر، از قول کاشف الغطاء، می‌نویسد: «اگر فقیهی که با اجازه عام از طرف امام معصوم نصب شده حاکمی را برای مسلمانان تعیین کند او ظالم به حساب نمی‌آید و در بنی اسرائیل نیز همین گونه بوده است.
محمد حسین نائینی در کتاب تنبیه الأمه و تنزیه المله هر حکومتی را که برای مسلمین  ایحاد نظم، پرورش، عدالت،امنیت و استقلال از خارجیان را برقرار کند اسلامی میداند. و برعکس هر حکومت ظالم را ولو بنام اسلام باشد غیر اسلامی میداند.
شیخ فضل‌الله مجلسی را تأیید می‌کند که قدرت سیاسی را مهار نماید، دیوان و دولت و دربار و قوه مجریه را کنترل کند، بر اساس مسائل عرفی- به شرط آنکه با شرع مقدس مخالف نباشد عمل کند و مصالح نوعیه را رعایت نماید. عالمان مشروطه خواه و مشروعه خواه می‌کوشیدند تا با بهره‌مندی از اقتضائات جدید، از راهبرد دولت در دولت گذر کرده و راهبرد حکومت دولت شریعت بر دولت سلطنت یا «تقلیل سلطنت به قوه مجریه» را محقق سازند

#### شورای فقیهان و سلطان عادل
بر اساس این مدل فقیه عادل باید ناظر بر تشکیل حکومت و استمرار آن باشد و انتخاب سلطان باید از جانب فقیه یا شورای فقها صورت گیرد. خمینی در کتاب کشف الاسرار در ۱۳۲۳ به این نوع حکومت معتقد است.و میگوید یک مجلس مؤسسان فقیهان یا شورای فقیهان تشکیل شود تا شخصی که به دنبال اجرای احکام الهی باشد و عادل باشد به عنوان سلطان انتخاب شود و آن فقیهان بر کار او نظارت داشته باشند.

#### جمهوری اسلامی (مردم سالاری دینی)
در جمهوری اسلامی  مردم (جمهوریت) و احکام اسلام (اسلامیت) اهمیت دارند.عالی‌ترین مقام  مقام رهبری است. قانون اساسی زمینه تحقق رهبری فقیه را که از طرف مردم به عنوان رهبر شناخته می‌شود، آماده می‌کند تا ضامن عدم انحراف سازمان‌های مختلف باشد. رهبر بر قوای سه‌گانه، نظارت دارد و و مردم در چارچوب اهداف و احکام دین به دخل و تصرف در حکومت می‌پردازند.

## انتخاب یا انتصاب ولی فقیه

### نظریه نصب
مصباح یزدی در کتاب «حکومت اسلامی و ولایت فقیه» و عبدالله جوادی آملی در کتاب «پیرامون وحی و رهبری»  ناصر مکارم شیرازی و لطف‌الله صافی گلپایگانی معتقدند که مشروعیت ولی فقیه ناشی از نصب او توسط امام معصوم است و نظام مشروعیت خود را از ولی فقیه می‌گیرد. نظر مردم مشروعیتی به حکومت نمی‌دهد و حتی رأی آنها به مجلس خبرگان در واقع رجوع به بینه است. مردم کارشناسان مذهبی را انتخاب می‌کنند تا آنان فقیه اصلح و اعلم را کشف کنند و شهادت آن‌ها موجب یقین دیگران شود. مصباح انتصاب مهندس بازرگان توسط خمینی و استفاده از کلمه «منصوب می‌کنم» در تنفیذ حکم ریاست جمهوری بنی‌صدر، رجایی و خامنه‌ای و فرمان تشکیل مجمع تشخیص مصلحت نظام که در اختیارات رهبر در اصل ۱۱۰ قانون اساسی پیش‌بینی نشده بود را شاهدی بر فراتر بودن ولی فقیه از قانون و محدود نبودن اختیارات رهبر میداند.

### نظریهٔ انتخاب
نعمت‌الله صالحی نجف‌آبادی در کتاب «ولایت فقیه، حکومت صالحان» و  حسینعلی منتظری در کتاب «دراسات فی ولایة الفقیه» بر انتخابی بودن رهبر استدلال میکنند. صالحی نظریه‌های ولایت فقیه را به «ولایت به مفهوم خبری» و «ولایت به مفهوم انشایی» تقسیم کرده و معتقدان نظریه نصب را خبری می‌داند و ولایت فقیه به مفهوم انشایی را به صورت؛ «مردم باید فقیهی دارای شرایط را به ولایت انتخاب کنند» میداند. او معتقد است که نصب فقیه از سوی خدا  در مرحلهٔ ثبوت محال است و در مرحلهٔ اثبات نیز ادلهٔ کافی برای آن وجود ندارد. پس مفهوم انشایی درست است. منتظری حالتی را در نظر میگرید که در یک زمان بیش از یک فقیه دارای شرایط ولایت موجود باشد و استدلال میکند که بجز انتخاب راه دیگری وجود نخواهد داشت. مدافعان نظریه انتخاب به برخی از سخنان و نوشته‌ها و استفتائات خمینی،مثل  اصول ششم، پنجاه و ششم، یکصد و هفتم و یکصد و چهل و دوم قانون اساسی و اصل ۱۱۱ در امکان عزل رهبر و اصل ۱۴۲ در بررسی اموال رهبر استناد می‌کنند نجف آبادی سخنان خامنه‌ای به خطبه‌های نماز جمعه  ۱۲ آبان ۱۳۶۱ اشاره میکند که در آن گفته بود در نهایت ولی فقیه هم توسط مردم انتخاب میشود. هاشمی رفسنجانی نیز در حمایت از نظریه انتخاب به فرایند عملی تعیین رهبر از سوی مجلس خبرگان اشاره می‌کند و می‌گوید که در نهایت این مجلس از میان تعداد زیادی از فقها باید یکنفر را انتخاب کند و طرفداران نظریه کشف (انتصاب)‌ نیز مجبورند این رای را بپذیرند که بمعنای پدیرش نظریه انتخاب است.

## ولایت مطلقهٔ فقیه
رجوع کنید به :بازداری و توازن و  تفکیک قوا
خامنه‌ای در ابتدا با ولایت مطلقه موافق نبود. او در یازدهم دی ‌ ۱۳۶۶ در خطبه‌‌نماز جمعه، در برابر برخی که از "فرمایشات" آیت الله خمینی استنباط کرده‌ اند که "می‌شود قوانین اجاره، مزارعه، احکام شرعیه و فتاوی پذیرفته شده‌مسلم را نقض کرد و دولت می‌تواند بر خلاف احکام اسلامی شرط بگذارد" گفت حکومت نمی‌تواند خارج از چارچوب شریعت عمل کند. آیت الله خمینی بی‌درنگ در نامه ای عقیده او را رد کرد.
بر اساس نظریهٔ ولایت مطلقهٔ فقیه لازمهٔ پذیرش حکومت اسلامی، روا داشتن اختیارات مطلق برای فقیه است. فقیه  همهٔ اختیارات امام معصوم شیعه اثنی عشری را دارا است؛ زیرا ولایت مطلق، به معنای رعایت مصالح عام در سرپرستی جامعه است و چون حوزهٔ حکومت، مصالح عمومی را نیز در بر می‌گیرد، بدون ولایت مطلق برپایی حکومت اسلامی و اجرای احکام دین ممکن نیست.
سید علی خامنه‌ای،  ولایت مطلقه فقیه را به  دلیل انعطاف‌پذیری آن در تصمیمات میستاید. موضوعی که در متون فلسفه سیاسی بعنوان مزیت حکومتهای یکه سالار اشاره شده است که در آنها فرایند تصمیم گیری بدلیل عدم وجود مشورت و فردی بودن بسرعت انجام میشود و انعطاف دارد.  خامنه ای کیفیتهای شخصی ولی فقیه مثل عادل بودن را برای کنترل او کافی میداند و معتقد به کنترلهای ساختاری مثل بازداری و توازن نیست.
عناوین نزدیک: دیکتاتوری خیرخواه

### انتقادات به ولایت مطلقه[۱۳]
نهضت آزادی ایران در دو بیانیه در این باره اظهار نظر کرد. بیانیه اول «بیانیه نهضت آزادی ایران پیرامون ولایت مطلقه فقیه یا انقلاب چهارم» مورخ ۳۰ دی ۱۳۶۶ نقد اجمالی است. بیانیه دوم کتاب «تفصیل و تحلیل ولایت مطلقه فقیه» است که در فروردین ۱۳۶۷ پخش شد.

#### بیانیه نهضت آزادی ایران پیرامون ولایت مطلقه فقیه یا انقلاب چهارم
– زیر سئوال برنده و نقض‌کننده بسیاری از مفاهیم و منظورها و اصول قانون اساسی بوده، اساس حقوقی کشور و پایه‌های جامعه را به هم می‌ریزد. همچنین با آرمانهای انقلاب و بیانات و تعهدات در تعارض می‌باشد.
– با اختیارات خودرأیانه و فوق‌العاده‌ای که به «ولایت مطلقه فقیه» داده شده است چنین حکومت در عمل، چه فرق با استبداد مطلقه یا دیکتاتوری بر ملت دارد که دربارهٔ آن فرموده بودند «اگر یک فقیهی یک مورد دیکتاتوری بکند از ولایت می‌افتد پیش اسلام» (۳۰ شهریور ۱۳۵۸)
– قدرت مطلقه اعطائی به حکومت یا به ولایت فقیه مبانیت آشکار با اسلام و توحید ابراهیمی داشته قرآن و سنت و عترت آن را تأیید نمی‌کنند و بنابراین فاقد اصالت و اعتبار است. این چه فرمانی است و چه انقلابی در ایران و اسلام که حکومت را در موضع بالاتر از فرستاده خدا قرار داده به او اختیار می‌دهد برخلاف نص صریح «وشاورهم فی الامر» (آل عمران ۱۵۹) و بدون مشورت با امت تصمیم‌گیری در مصالح دولت و امور ملت نماید، تعهدات و قراردادها را علیرغم دستور ازلی «اوفوا بالعهد ان العهد کان مسئولا» (اسراء ۳۴) یک طرفه لغو کند و پا فراتر از خدا و «ما انزل الله» (مائده ۴۴، ۴۵ و ۴۷) گذارده به عقل خود مصلحت اسلام را تشخیص داده فروع و احکام الهی را موقتاً یا دائماً تعطیل نماید؟! سبحان‌الله! پیغمبر خدا اجازه تغییر و تصرف در احکام و آداب دین را نداشته و خروج از قبله یهودیان، برای توجه به خانه یادگار ابراهیم پایه‌گذار اسلام را با آنکه آرزو داشت و مصلحت اسلام و مسلمین می‌دانست تا از خدا تقاضا نکرده و اجازه «فلنولینک قبله ترضیها» (بقره ۱۴۴) را نگرفت دستور تغییر قبله را نداد! در حالی که رسول خدا وحی الهی را از خواسته‌ها و نظر شخصی تفکیک می‌فرمود و هرگز ادعا نداشت که تشخیص و امر او امر خدا است، آقایان امر ولی فقیه را معادل امر خدا اعلام می‌نمایند!

#### انتقادات کتاب «تفصیل و تحلیل ولایت مطلقه فقیه»
ولایت مطلقه فقیه از دید قرآن بی‌اساس و در حکم شرک است. واضعین و معتقدین به ولایت فقیه، چه «ملااحمد نراقی» چه خود آقای خمینی، هیچ‌گونه استناد به قرآن برای اثبات ولایت فقیه نکرده و آیه‌ای در تأیید آن نیاورده‌اند. ولی از آن جا که در جریان بعد از پیروزی انقلاب، بعضی از متولیان و مدافعین، و در تبلیغات انحصاری، آیاتی از قرآن را به عنوان شاهد بر اصل ولایت فقیه آورده‌اند، مراجعه به قرآن لازم شده است. قرآن نه تنها در هیچ‌یک از آیات اشاره و اجازه برای اطاعت و اعتقاد به ولایت فقیه و سرپرست گرفتن انسان‌ها، اعم از پادشاهان، حکام، والیان، فقهاء و بزرگان دین و عرفان یا روحانیون را ندارد، بلکه هر گونه شریک گرفتن به جای خدا یا برای خدا به لحاظ پادشاهی، حکومت یا مالکیت و آمریت یا ولایت را شرک اعلام داشته صریحاً منع می‌نماید. هیچ‌یک از آیات ارتباط و دلالت بر حاکمیت یا ولایت فقیه، آن طوری که ادعاء و تبلیغ می‌شود، ندارد.
مثلاً استناد به آیه ۵۶ سوره نساء می‌نمایند که اطاعت از خدا و رسول و از اولی‌الامر را به مؤمنین فرمان داده است. ولی اولاً دنباله آیه را متذکر نمی‌شوند که فرموده است: «اگر اختلاف و نزاع پیش آمد مراجعه به خدا (محکمات قرآن) و به رسول (سنت) نمایید» در حالی که اگر قرار بر اطاعت مطلقه و بی‌چون و چرا از ولی امر یا ولی فقیه می‌بود، اصلاً امکان اختلاف و تنازع مطرح نمی‌گردید، یا صریحاً می‌فرمود: در صورت تنازع و اختلاف، بر طبق آنچه اولی‌الامر می‌گوید عمل نمایید. ثانیاً مفسرین شیعه و حتی خود آقای خمینی در نوشته‌های قبل از انقلاب، منظور از اولی‌الامر در این آیه را امامان معصوم می‌دانسته‌اند.
بعضی از آقایان، آیه «النَّبیُّ اَولی بِالمُؤمنین» (پیغمبر نسبت به مؤمنین حق تقدم و اولویت دارد) را که در سوره احزاب آمده است، پیش می‌کشند. در حالی که اولویت داشتن و مقدم بودن، غیر از ولایت و آمریت و حاکمیت علی‌الاطلاق است، آن هم نه تنها بر نفوس، بلکه بر اموال و حقوق و برای افراد غیر رسول (ص). موضع این آیه در مجموعه منسجم آیات قبل و بعد، با سیاق عبارات و سال نزول آن، دلالت روشن بر مسائل و روابط خانوادگی دارد نه مسائل حکومتی و اداره امت. مضافاً به این که تاریخ سنت و سیره نشان نمی‌دهد که رسول اکرم (ص) و امیرالمؤمنین (ع) در دوران حکومت خلافت خود از چنین اولویت و ولایت استفاده‌ای نموده و از کسی سلب مالکیت و آزادی و اختیار کرده، یا بی‌اعتناء به بیعت شده باشند.
توجه به این نکته جالب است که آخرین آیه نازل شده دربارهٔ ولایت انحصاری خدا، آیةالکرسی در سوره بقره است که در آن جا خدا را ولی مؤمنین دانسته اثر ولایت خدا را بیرون آوردن آن‌ها از تاریکی‌ها (جهل و سرگردانی و خطا و عدم بینش) به روشنایی اعلام می‌دارد و اضافه می‌کند: «ولی کسانی که خدا را کنار بگذارند یا انکار فراموش نمایند «طاغوت» است، و طاغوت آنان را از روشنایی (دانش و دین و خرد یا تشخیص راه و هدف صحیح) به تاریکی‌ها می‌کشاند.» طاغوت نیز اصطلاح عام قرآنی برای غرور و سرکشی از مشیت و اوامر خدا و از مقررات و حقوق حقه می‌باشد. البته «ولی» و «ولایت» به معنای دوست داشتن، حامی و حمایت، هم‌پیمانی و اتحاد نظامی ـ سیاسی نیز در قرآن آمده و اجازه داده و توصیه شده است که به جای اعتماد و اتکاء به مشرکین و دشمنان، خدا و رسول و مؤمنین یکتاپرست را ولی خود بگیریم و با خودمان پیمان دوستی و حمایت ببندیم.
علاوه بر این، ولی و والی در صدر اسلام و در دولت‌های اسلامی به معنای حاکم یا استاندار آمده است. حضرت امیر (ع) را که امیرالمؤمنین می‌شناسیم؛ فرمانداران و استاندارانی را که خود مستقیماً به عنوان ولایت برای حفاظت ایالات و کشورهای تابعه منصوب کرده و می‌فرستاد، آن‌ها را والی می‌گفته‌اند. بدون آن که مأموریت و منظور از حکومت آن‌ها ـ به طوری که در فرمان مالک اشتر، والی اعزامی به مصر، آمده است ـ سرپرستی مطلق و مالکیت بر اموال و انفس افراد باشد، و حق خودکامگی و فعال مایشائی، یا ادعای مافوق حقوق و قوانین و اصول را داشته باشند. قرآن افرادی را نیز معرفی می‌نماید که زبان چرب و نرم و گیرا داشته خدا را شاهد صداقت گفتارشان می‌گیرند، ولی در باطن، سرسخت‌ترین دشمن بوده چون به «ولایت» می‌رسند، کوشش در فساد انگیزی و در نابودی دستاوردها و نژاد بشر (حرث و نسل) می‌نمایند.
حکومت‌های بشری انتساب و انشعاب از ولایت مطلقه خدا ندارد. دروس سال ۴۸ رهبر انقلاب در حوزه نجف، با آنچه در فتوای ۱۶ دی ماه ۶۶ آمده و به شرح زیر می‌باشد، اختلاف دارد: «حکومت که شعبه‌ای از ولایت مطلقه رسول‌الله (ص) است، یکی از احکام اولیه اسلام است و مقدم بر تمام احکام فرعیه، حتی نماز و روزه و حج است.» در آنجا تنها صحبت از «واگذاری اختیار بندگان به جاری کننده احکام از طرف خداوند» به عمل آمده وظیفه حاکم را اجرای احکامی دانسته‌اند که اسلام برای امور اجتماعی و اقتصادی و حقوق و سیاست تعیین کرده و در کتب فقهی آمده است. مکرر تأکید روی حاکمیت مطلق خدایی و ولی مطلق نبودن فقهاء کرده‌اند. ثابت و قاطع بودن احکام و قوانین خدا را تذکر داده اضافه نموده‌اند که این‌ها باید بدون دخالت دیگران، حتی خود پیغمبر باشد، و اگر روی قانون دانی و عدالت «رئیس اسلام» تکیه شده برای این بوده است که «باید عین احکام شرع را اجراء نماید.»
در قرآن، در آیاتی که ذکر حکومت به میان آمده، و کلماتی از قبیل حکم، حکام، حکمت، احکام، و مانند آن‌ها به کار رفته است، به معنی و مفهوم امروزی حکومت و حاکمیت متداول در میان ما فارسی زبانان نیست. منظور از آن‌ها قضاء و داوری، یا شیوه‌ها و دستورالعمل‌های اخلاقی و دینی است. اما آمریت بر مردم برای واداشتن آن‌ها به ایمان و عبادت خدا و اجرای اجباری دین را شدیداً منع می‌نماید. حتی پیغمبران به نص آیات فراوانی از قرآن، اجازه تفتیش عقاید و مراقبت و مسؤولیت مردم را نداشته یگانه وظیفه‌شان ابلاغ و انذار، یا ارشاد و دعوت به سوی خداوند یکتا بوده است. اصل «لااکراه فی الدین» شعار جامعی می‌باشد که جلوی هر گونه اکراه و الزام و اجبار یا تکلیف و تحمیل را، چه در اعتقاد و چه در احکام دین، در رابطه مابین افراد با خدای خودشان، می‌گیرد. در این زمینه، سفارش و تأکید و منع از دخالت و مسؤولیت و حتی غصه خوردن برای پیغمبر خودمان در قرآن بسیار آمده است.
امر به معروف و نهی از منکر، که آن را مجوز و دستوری برای مزاحمت و آزار مردم در امر دین و صدور جنگی و تحمیلی اسلام به اقصی نقاط جهان می‌دانند، و در قرآن و روایات توصیه و تأکید زیاد شده است، بیشتر ناظر بر زشت و زیبایی‌های اجتماعی و اخلاقی و روابط انسان‌ها با یکدیگر، از یک طرف، و ملت با حاکمیت، از طرف دیگر می‌باشد. خصوصاً در زمینه اداره حکومت که باید از ناحیه مردم بر والیان اعمال گردد، و مولای متقیان آن را از حقوق و وظایف «رعیت» در برابر «والی» و حکومت می‌داند. رسول اکرم (ص) نیز فرموده‌اند: «امت یا جامعه و ملتی که در آن زیردستان ناتوان نتوانند حق خود را آزادانه و بدون ترس و لکنت زبان، از قدرتمندان حاکم مطالبه نمایند، هیچ‌گاه از ظلم و فساد پاک نخواهد شد.» اصلاً یکی از مصادیق و معانی «معروف»، خوش‌زبانی و مطبوع بودن است، و از مصادیق و معانی «مکروه» زشتخویی و خشونت است. حال چگونه می‌شود که در اجرای وظیفه امر به معروف و نهی از منکر، تلخی و آزار در میان بیاید؟
حکومت و مدیریتی که قرآن برای بعضی از پیغمبران یا پیشوایان امر و والیان تجویز کرده است، و نظم و نسق امور جامعه را می‌رساند، به گفته مرحوم نایینی صرفاً «مباشرت» امور امت، به وکالت از طرف خود مردم است نه آمریت مستبدانه و حاکمیت علی‌الاطلاق. ضمن آن که اجرای همین وظیفه یا مأموریت، به نص آیاتی از قرآن، چه برای رسول و چه برای مؤمنین، صرفاً روی مشورت با خود مردم و همکاری آن‌ها می‌تواند باشد؛ یعنی حکومت شورایی مردم بر مردم یا دموکراسی. همچنین بر خلاف ادغام دین و دولت، و الزامی که برای حاکمیت اجتماعی و سیاسی پیغمبران و بزرگان دین و فقهاء قائل شده‌اند، نبوت و حکومت از نظر قرآن، دو مشغله و دو مسئله مستقل از یکدیگر می‌باشند. در میان همه انبیاء الهی، فقط سه چهار نفر آن‌ها شغل نبوت و حکومت را توأماً به عهده گرفته‌اند. نه هر پیغمبر یا رهبر دینی حاکم و سلطان است و نه هر حاکم و سلطان باید فرستاده خدا یا فقیه در دین باشد.
البته حکومت و سیاست، یا اداره یک جامعه مسلمان و معتقد به خدا طبعاً و منطقاً از دیانت و از اصول و احکامی که اکثریت جامعه پذیرفته و پیشوا یا ایدئولوژی خود قرار داده‌اند، تبعیت می‌نماید، ولی عکس قضیه صحیح نیست؛ یعنی دیانت و شریعت نباید از سیاست و حکومت (آن طور که شیوه خلفای اموی و عباسی و عثمانی بوده است، و امپراطوران و پادشاهان یا فرعون‌های هر زمان می‌خواسته و می‌کرده‌اند) تبعیت نمایند. هر جا که امر دین به دست دولت (یا حکومت و سیاست) بیفتد، نظر به این که سیاست و حکومت به گونه‌ای توأم با قدرت و احیاناً خشونت می‌باشند، اصل «لااکراه فی الدین» نقض می‌گردد و خداپرستی تبدیل به شخص پرستی یا مکتب پرستی شرک و به اسارت درآمدن انسان‌ها می‌شود.
همه انبیاء برای این آمده و وضع مقررات و احکام در جهت خدا و آخرت کرده‌اند و همه انقلاب‌ها برای این صورت گرفته و وضع اصول و قوانین نموده‌اند که جلوی زورمندان و مالداران را بگیرند. رسم مستبدها و دیکتاتورها نیز این بوده است که روی هوس یا نفع و مصلحت خود، آیین و اخلاق مردم و فرهنگ آنان را تعیین کنند. فرعون به قوم خود می‌گفت مصلحت شما همان است که من می‌بینم و شما را به خیر و رشد رهبری می‌نمایم. لویی چهاردهم شخص خود را دولت می‌دانست. ناصرالدین شاه هم دستور داد بنائی را که اسم قانون به زبان آورده بود طناب بیندازند…
حال، با کمال تعجب، دیده می‌شود که طبق منشورنامه ۱۶ دیماه، حکومت، شعبه‌ای از ولایت مطلقه خدا و رسول شده و برای اسلام و ملت مصلحت‌اندیشی می‌نماید و بر احکام دین اشراف و حق تعطیل و تغییر پیدا می‌کند! ما نمی‌گوییم فروع دین و احکام فقهی در آنچه ارتباط با انسان و اجتماع دارد باید خشک و لایتغیر مانده جوابگوی شرایط زمان و مکان و مسائل قرن نباشد، ما از یک فقه پویای توانا، ولی اسلامی اصیل غیرالتقاطی، استقبال می‌نماییم. اتفاقاً ایراد بزرگ روشنفکران مسلمان به فقه سنتی و اسلام فقاهتی همین است که چرا نوآوری ندارد و تنها مسائل مبتلابه هفتصد هشتصد سال گذشته را مطرح و عرضه می‌نماید. حتی در دادگاه‌ها حدود و دیه‌های محکومین و مقصرین را بر حسب ارزشهای کهنه متروک، مانند برد یمانی و شتر تعیین می‌نمایند! در حالی که فقه شیعه افتخار به «اجتهاد» و به تقلید از مجتهد زنده می‌نماید و حضرت صادق (ع) فرموده‌اند: «اصول را از ما بگیرید و تفریع و تطبیق به عهده شما است.» آنچه به نظر ما ناروا می‌باشد، تغییر و تعیین احکام عبادی و اجتماعی اسلام به دست حاکمیت است که بر حسب مصالح و تشخیص‌های سیاسی و گروهی یا شخصی، هر روز تصمیمی بگیرند و بر دولت و ملت تحمیل نمایند. با این نوع مصلحت‌اندیشی‌های خودسرانه، هم شیرازه دین و دینداری گسیخته می‌شود و هم‌شیرازه مملکت و دولت.
خداوند عزیز حکیم در بعثت و رسالت پیغمبران و وضع شریعت‌ها یک خط فاصل میان دین و دنیای آدمیان کشیده است. البته نمی‌گوییم ارتباط و تأثیر متقابل مابین زندگی فرد و اجتماع از یک طرف، و اعتقادات و اجرای دین از طرف دیگر، وجود نداشته، ادیان الهی نسبت به امور زندگی و سعادت دنیایی بشریت بی‌تفاوتند، یا میان دین و سیاست یک جدار غیرقابل نفوذ کشیده شده است، در کلمه طیبه «لااله الاالله» که صرفاً اعتقادی و عبادی است، ده‌ها معانی و آثار و رهنمودهای اجتماعی و سیاسی و اداری نهفته است، از جمله آن که با نفی هرگونه «اله» در عقیده و رویه و برنامه مؤمنین، طرد پادشاهان و فرمانروایان خودکامه به عمل می‌آید، و حاکمیت و ولایت از هر مدعی چنین مقام و منزلت سلب می‌شود، که این خود یک امر سیاسی دامنه‌دار است، یا زیر بار مال‌پرستی و دنیاپرستی نمی‌رویم که سکه‌های رایج تمدن‌ها و نظام‌های امروزی است، و این خود یک امر اقتصادی بزرگی بوده، ایدئولوژی و سیستم زندگی و فرهنگی یک جامعه خداپرست واقعی را از ایدئولوژی‌ها و سازمان‌های دیگر دنیا جدا می‌سازد.
ادیان توحیدی یا اسلام، در آنچه مربوط به معرفت و عبادت خدا یا اعتقاد و تدارک آخرت می‌شود، و عقل و تجربیات بشری عاجز از دیدار و درک آن‌هاست، کمترین اجازه تصرف و تشخیص تغییر را حتی به پیغمبران نداده است. بلکه جزء و کل عقاید و احکام را از خدا، از راه وحی یا تکلم تعیین نموده، کوچک‌ترین حرف و حرکات انبیاء را زیر نظر و فرمان خود کنترل یا تنظیم کرده است. اما آن جا که پای زندگی و امور دنیایی انسان‌ها، اعم از فردی و اجتماعی و خانگی و معاشی یا علمی و اقتصادی و اداری و سیاسی، در میان می‌آید و نشان داده‌اند که به قدر لازم استعداد و هنر تشخیص و ترتیب کار یا تعلیم و تحقیق و تجربه آن را دارند، خداوند به آدمیزاد اولاً اختیار و مسؤولیت داده است، ثانیاً گوش و چشم و شعور و لیاقت و نبوغ عطا کرده است، ثالثاً همین نیاز و تلاش را وسیله تربیت و تکامل و تقرب قرار داده است تا بر دانایی و توانایی و دستاوردهای مادی و معنوی خود بیافزاییم. هم دنیای گذرا را آباد و امن و شکوفا بسازیم، و هم بار سفر آخرت را ببندیم که زندگی واقعی و ابدی در آن جاست. اساس و قسمت اعظم قرآن و دعوت و تعلیمات همه پیغمبران برای این دو هدف، یعنی خدا و آخرت است، و هر جا که تعلیم حکمت نموده و احکام و دستورات و اخلاقیاتی در زمینه‌های انفاق، ارث، ازدواج، معاملات و اقتصاد، یا جهاد مقرر داشته‌اند بیشتر برای راه‌گشایی به سوی خداوند متعال و جلوگیری از افتادن به دام شیطان، از طریق انحراف و اغواء، بدخواهی یا ستمگری و فساد و ظلم‌های دیگر، به خود و به مردم بوده است نه برای آئین‌نامه نویسی خانواده و کارخانه و شهر و دیار، و همچنین برای تمرین و تربیت انسان در مزرعه و آزمایشگاه زندگی این دنیا، بلکه جهت تدارک و تطبیق با محیط و شرایط زندگی آخرت.
ایمان به خدا و اتخاذ راه خدا مسلماً باعث سلامت و نعمت و سعادت دنیا می‌شود. در یک جامعه مؤمن و اهل احسان و تقوی، قسمت اعظم مشکلات و گرفتاری‌ها و مسائل بغرنج دولت‌ها حل شده و منتفی می‌باشد. بسیاری از خیر و خدمات نیز، که دولت‌ها و ملت‌ها به دنبال آن هستند، تأمین و تضمین بوده درهای برکات آسمان و زمین به روی آن‌ها باز خواهد شد. ولی تمام این‌ها بدان معنی نیست و نباید توقع داشته باشیم که ادیان الهی جوابگوی کلیه مسائل و مشکلات فردی و اجتماعی دنیای انسان‌ها باشند و لازم نباشد که خود ما با تلاش و تدبیر و تجربیاتمان، و با رعایت شاخص‌هایی که ادیان به صورت عقاید و احکام، برای وصول به اهداف الهی و سعادت جاودانی، سر راهمان گذارده‌اند، مسئول و موظف به اداره زندگی و تأمین نیازها و حل مسائل مربوطه، به فراخور تحولات دنیا، نباشیم. به این ترتیب و پس از ختم نبوت و بسته شدن پرونده رسالت الهی، موردی برای دخالت و ولایت انسان‌ها بر یکدیگر، به بهانه نمایندگی از طرف خدا، وجود نخواهد داشت.
حکومت، شایستگی تغییر و تعیین احکام دین را ندارد. تحت عنوان «تشخیص مصالح و لغو یک طرفه قراردادها» تشریح کرده‌ایم که اگر منظور، تشخیص مصالح و نیازهای جامعه و سیاست‌های اتخاذی باشد، بدیهی و به جا است که حکومت‌ها به شرط قانونی و صالح بودن و رعایت اصول مندرج در قانون اساسی، از جمله تفکیک قوای سه‌گانه و حاکمیت ملت ـ عهده‌دار آن بشوند. بدون آن که اصول و اهداف را فدای مصالح و منافع کوتاه مدت شخصی و طبقاتی نمایند. اما اگر منظور، تشخیص مصالح اسلام باشد، و حاکم یا حکومت تعیین‌کننده و تصمیم گیرنده گردند، چنین اسلامی اسلام نیست و از خدا نیست و دین بشری و بدعت است. اسلامی که اصول و فروع احکام آن، با موارد تخفیف و تطبیق و تعطیل و تغییرهای لازم، از جانب خداوند عزیز حکیم علیم نازل گشته، آورنده‌اش خاتم‌النبیین است، و کتابش اعلام اتمام و اکمال آن را کرده است، چنین اسلامی نیاز به نظر اصلاحی و تکمیلی حکومت‌ها و انسان‌ها ندارد! اگر اسلام فقاهتی نتوانسته است جوابگوی مسائل مکان و زمان حاضر ما باشد، این را باید به حساب نقص و نارسایی فقه و فقهاء گذارد. حوزه و فقه باید اصلاح و تکمیل گردند، و مجتهدین ما مطلع و مسلط بر مسائل دین و دنیا باشند. اگر جامعه ما از اختناق و انحصار بیرون آمده تبدیل به جامعه باز آزادی و انتقاد و تحقیق شود، مژده الهی: «فَبَشِّرْ عِبادِ الَّذینَ یَسْتَمِعُونَ الْقَولَ فَیَتَّبِعُونَ اَحْسَنَهُ» شامل ما خواهد گشت و از هدایت شدگان و عاقل‌ها خواهیم بود.
حکومت و ولایت حق لغو یک طرفه تعهدات و پیمان‌ها را ندارند. آیا حکومت و جامعه‌ای که بر حسب پیشامدها و مصالح روز، قول و قرارها یا تعهدات و پیمان‌های بسته شده با ملت و با خارجیان را لغو کند، می‌تواند ارزش و اعتبار و قدرت حاکمیت داشته باشد؟ در زمینه عهود و عقود، قرآن و سنت بسیار سختگیرند. بعد از مسئله اخلاص در پرستش خدا و صلوة و زکوة، شاید در هیچ امری به اندازه وفای به عهد و میثاق با خدا و مردم، یا رعایت تعهدات و پیمان‌ها و سوگندها، توصیه و تأکیدهای شدید به عمل نیامده باشد. هشت نمونه از آیات محکمات دربارهٔ عهد و پیمان و توبیخ نقض آن‌ها آورده شده است. بلندترین و مفصل‌ترین آیه قرآن که در آخر سوره بقره آمده است، اختصاص به مسئله ثبت و ضبط یا ودیعه‌گیری در معاملات و دیون و امانات دارد و ضمن سخت‌گیری، مؤمنین را به مراعات جدی آن‌ها توصیه کرده است. اگر امکان‌پذیر و مجاز بود که قول و قرارها و عهود و پرداخت‌ها از ناحیه طرف قوی‌تر، مانند حکومت لغو شود، این همه تأکید و توبیخ لازم نبود!  حکام نیرومند و دولت‌های استبدادی هستند که تابع اصول و تعهدات و قرارها نمی‌شوند. یا آن که مردم را هم چون بهائم انگاشته آنان را «داخل آدم» و صاحب حق و حیثیت نمی‌دانند تا باکی از خلاف‌گویی و نیرنگ و نقض عهد یا زیر پا گذاشتن تعهدات داشته باشند.

## تفاوت مرجعیت و ولایت
مرجعیت دینی که همان امامت است نقش هدایت مردم را داراست درحالیکه ولایت که همان خلافت تلقی می‌شود مدیریت سیاسی جامعه اسلامی است اولی مبتنی بر علم مرجع دینی و دومی منوط به پذیرش عموم است و لذا طبق قانون اساسی جمهوری اسلامی ولی فقیه تنها رهبری سیاسی مردم را برعهده دارد و نقش مرجعیت کماکان باقی است.

## چگونگی گنجاندن ولایت فقیه در قانون اساسی
در پیش‌نویس قانون اساسی جمهوری اسلامی که در زمان دولت مهدی بازرگان تدوین شده بود اشاره‌ای به ولایت فقیه نشده بود، روح‌الله خمینی نیز بدون اشاره بدان، پیش‌نویس را تأیید کرد و با تصویب شورای انقلاب به جای رأی‌گیری عمومی مجلس خبرگان به بررسی و تدوین نهایی قانون اساسی پرداخت.
ولایت فقیه و مجلس خبرگان در مجلس ۷۲ نفره‌ای که ریاستش را سید محمد حسینی بهشتی بر عهده داشت، به این پیش‌نویس اضافه شده‌اند.
گرچه اعضای مجلس خبرگان اطلاعات دقیقی از مذاکرات پشت پرده بدست نداده‌اند، اما بنا به متن رسمی مذاکرات (که در سال ۱۳۶۳ انتشار یافت) اول بار در جلسه سوم مجلس خبرگان محمد کیاوش نمایندهٔ خوزستان و پس از او عبدالرحمن حیدری ایلامی نماینده ایلام و سپس حسن آیت به طرح موضوع پرداختند.

##### نمایندگان مخالف گنجاندن اصل ولایت فقیه در اولین مجلس خبرگان رهبری[۱۱۱]
رحمت‌الله مقدم مراغه‌ای
مقدم مراغه‌ای در مخالفت با اصل پنجم قانون اساسی می‌گوید: این اصل حاکمیت را در انحصار طبقه خاصی به نام روحانیت قرار داده است و به فقها امتیاز بخشیده است، در حالی که حاکمیت از آن همة مردم است. نباید استبدادی در پوشش دین برقرار کرد. مردم ایران رشید هستند و حکومت را در دست طبقه خاص نمی‌پذیرند.
سید احمد نوربخش
سید احمد نوربخش، نماینده استان چهارمحال و بختیاری می‌گوید: در قانون اساسی باید مسئولیت را به مردم داد. مردم باید بیدار و به وظایف اسلامی و ملی خود آگاه شوند و به هیچ طبقه یا دسته و هیچ مبدأیی به جز خدا و بعد هم مردم نباید تکیه کرد و امتیاز خاصی داد. تاریخ نشان داده که تمرکز قدرت بالاخره فساد به وجود می‌آورد. چه ضمانت اجرایی وجود دارد که فقها بیست سال بعد، با این روش جدید و در صورت تمرکز قدرت در این گروه، با فقهای صادق و صمیمی و رهبران امروزی تفاوت نداشته باشند و عناصر فرصت‌طلب که همواره به دنبال موقعیت و قدرت می‌روند، خود را به این لباس ملبس ننمایند و روحانیت و اسلام را به بیراهه نکشند؟
عزت‌الله سحابی
عزت‌الله سحابی، نماینده استان تهران با تشریح دیدگاه رهبران مذهبی مشروطه مبنی بر مشروعیت آرای اکثریت و حکومتی که در عصر غیبت بر این اساس مبتنی می‌شود و نظارت بیرونی را جایگزین نظارت درونی (عصمت) می‌کند، اظهار می‌دارد که پیش‌نویس بر اساس این دیدگاه تنظیم شده است و اساس ولایت فقیه مربوط به مقام استنباط حکم است، نه مقام اجرا.
ابوالحسن بنی‌صدر
ابوالحسن بنی‌صدر، نماینده استان تهران در اشکال به بحث ولایت فقیه این سؤال را مطرح می‌کند: فقیهی که می‌تواند ولی باشد، کیست؟ کجا است آن فقیهی که بتواند جامعیت امام را داشته باشد و اگر چنین شخصی نیست، باید مجموعه متصدیان قوای حاکمه، فقیه صاحب صلاحیت تلقی شوند.
حمیدالله میرمرادزهی
حمیدالله میرمرادزهی، نماینده استان سیستان و بلوچستان دربارهٔ اصل ولایت فقیه می‌گوید: این اصل با مسئله آرای عمومی که در اصل سوم پیش‌نویس قانون اساسی است و مبنای ادارة حکومت است، منافات دارد. افزون بر این، با اصل شورا نیز ناسازگار است.
مهدی حائری یزدی
مهدی حائری یزدی در موارد بسیاری با خمینی اختلاف نظر داشت. از جمله اینکه تئوری ولایت فقیه را از لحاظ منطقی مخدوش می‌دانست. و احتمالاً نخستین پژوهش‌گری بود که در کتاب حکمت و حکومت به‌طور تئوریک نظریه ولایت فقیه را به چالش کشید.
علی گلزاده غفوری
علی گلزاده غفوری در مجلس خبرگان قانون اساسی به اتفاق آیت‌الله طالقانی و مرتضی حائری یزدی و عزت‌الله سحابی از جمله کسانی بود که به ولایت فقیه رای منفی داد. غفوری با بسیاری از موارد قانون اساسی که به پیش‌نویس قانون اساسی اضافه شد، مخالفت کرد. وی در برابر فراکسیون آقایان منتظری و بهشتی و آیت که در مقام جا انداختن اصل ولایت فقیه در قانون اساسی بودند شاخص‌ترین روحانی مخالف بود و آشکارا به اصل ولایت فقیه رای منفی داد.
سید محمود طالقانی
طالقانی در مصاحبه با روزنامه اطلاعات در مورخ ۱۷ بهمن ۱۳۵۷ گفت: خصوصیت انقلاب اسلامی اینست که ما رهبران مذهبی هیچ داعیه حکومت برای خودمان نداریم و نمی‌خواهیم حاکم باشیم. انقلابی است که از همه مردم شروع شده و برای همه است و هیچ حزب و جمعیت و فردی حق این را ندارد که در این انقلاب سهم بیشتری را برای خود قائل باشد و از این جهت حکومت را در انحصار خودش دربیاورد.
حسینعلی منتظری در جلد نخست کتاب خاطرات خود، طالقانی را از جمله مخالفان گنجاندن اصل ولایت فقیه در قانون اساسی شمرده شده است.

##### روایتها در مورد افزودن اصل ولایت فقیه به قانون اساسی

###### روایت بنی صدر
بنا به روایتی که ابوالحسن بنی صدر نقل می‌کند، پس از آگاهی از آنکه مجلس خبرگان تصمیم دارد قانون اساسی را بر مبنای ولایت فقیه تنظیم کند، او به همراه ۷ تن دیگر از جمله آیت‌الله طالقانی، عزت‌الله سحابی، علی گلزاده غفوری، آیت‌الله مکارم شیرازی، نوربخش و رحمت‌الله مقدم مراغه‌ای تصمیم به استعفا در اعتراض به این موضوع داشتند اما نهایتاً ماندن در مجلس خبرگان و مخالفت با اصل ولایت فقیه را به مصلحت می‌بینند. بنا به روایت وی مرتضی حائری یزدی نیز با ولایت فقیه مخالف بود اما به بهانهٔ کسالت از مطرح کردن مخالفت خود خودداری کرد. به گفتهٔ بنی صدر مکارم شیرازی نیز سخت علیه ولایت فقیه سخنرانی کرد و گفت امروز روز سیاه تاریخ ایران است.

###### روایت سحابی
عزت‌الله سحابی می‌گوید آیت‌الله بهشتی نیز با ولایت فقیه مخالف بوده اما به وی گفته است: «الان شرایطی نیست که بتوانیم این مباحث را مطرح کنیم.» اما آنگونه که در متن منتشر شده از مذاکرات دیده می‌شود، در جلسه رأی‌گیری پیرامون ولایت فقیه پس از سخنرانی مقدم مراغه‌ای در مخالفت با ولایت فقیه، بهشتی در دفاع از آن سخنرانی کرده است.

###### روایت رفسنجانی
آنگونه که از سخنان هاشمی رفسنجانی بر می‌آید، علت آنکه روح‌الله خمینی و سایر روحانیون در ابتدا ولایت فقیه را در پیش‌نویس قانون اساسی وارد نکردند، سردرگمی آنان از چگونگی طرح آن بوده است، نه آنکه روح‌الله خمینی ولایت فقیه را مد نظر نداشته است. از سویی روح‌الله خمینی طی سخنانی تأکید دارد که اختیارات ولی فقیه به مراتب بیش از این است و برای جلوگیری از انتقاد روشنفکران به این مقدار قناعت کرده است.

#### تغییرات در اصل ولایت فقیه
در بازنگری قانون اساسی در سال ۶۸ شرط مرجعیت از شرایط ولی فقیه حذف و عبارت مطلقه اضافه و اختیارات وی گسترده‌تر شد (اصل ۵۷ و ۱۱۰ قانون اساسی). در بازنگری جدید اصل ۵ این‌گونه شد:
در زمان غیب حضرت ولی عصر در جمهوری اسلامی ایران «ولایت امر و امامت امت» بر عهده فقیه عادل و با تقوی، آگاه به زمان، شجاع، مدیر و مدبر است.
و اصل ۵۷ نیز:
قوای حاکم در جمهوری اسلامی ایران عبارتند از: قوه مقننه، قوه مجریه و قوه قضائیه که زیر نظر «ولایت مطلقه امر و امامت امت» اداره می‌گردند. این قوا مستقل از یکدیگرند.

### مدار خبرگان ـ رهبری
فرایند انتخاب ولی فقیهِ حاکم و اعضای مجلس خبرگان رهبری یک سیکل معیوب و مداری بسته است؛ به‌طوری‌که مدار معیوب منجر به تقویت و بازتولید خودکامگی و اقتدارگرایی می‌شود. شخص رهبر فقهای شورای نگهبان (نیمی از اعضای این نهاد) را منصوب می‌کند. شش عضو دیگر شورای نگهبان، حقوقدان‌های منتخب رئیس قوه قضاییه هستند (که خود او توسط رهبری منصوب شده)، و این حقوقدان‌ها باید از مجلسی که نمایندگانش را باز شورای نگهبان از فیلتر نظارت استصوابی عبور داده، رأی اعتماد بگیرند. چنین شورای نگهبانی فهرست نامزدهای مجلس خبرگان را نهایی می‌کند. شورای نگهبان بر مبنای قانون انتخابات مجلس خبرگان، «مرجع تشخیص واجدان شرایط» است. این‌چنین، تأیید صلاحیت نامزدها مبتنی است بر نگاه سیاسی غالب و حاکم در شورای نگهبان. آنجا که این نهاد، مانعی پیشینی برای ورود هر «غیرخودی» به مجلس خبرگان محسوب می‌شود. چنین مجلس خبرگانی قرار است بر کار رهبری نظارت یا او را برکنار کند، یا رهبر جدیدی برگزیند و این مسیری معیوب و مداری بسته است.
رئیس مجلس خبرگان رهبری هرچند از وجود «کمیسیون تحقیق» خبر می‌دهد که «عالی‌ترین کمیسیون مجلس خبرگان رهبری است» و «بر کار ولی امر نظارت دارد» ، منتهای مراتب در تمام ربع قرن سپری شده از رهبری آیت‌الله خامنه‌ای، نه فقط این کمیسیون که مجلس خبرگان، تنها در جایگاه ستایش و تأیید رهبری قرار داشته و خبری از پرسش و نقد و مؤاخذه نبوده است.

## نظرات پیرامون ولایت فقیه

#### موافقان
- علی خامنه ای میگوید اسلام دین حکومت است و به همین دلیل همواره باید یک ولی فقیه باشد که تصمیمات او بر رای مردم مقدم باشد.[۱۲۳][۱۲۴]

- ملااحمد نراقی از علمای قرن ۱۲ خورشیدی در کتاب عوائد الایام ولایت فقیه را از نظر همه فقهای شیعه بدون اشکال می‌داند و می‌گوید: «ولایت فقیه فی الجمله بین شیعیان اجماعی است و هیچ‌یک از فقها فی الجمله در ولایت فقیه اشکال نکرده است.»[۱۲۵]
- محمد حسن نجفی معروف به صاحب جواهر از علمای قرن ۱۳ خورشیدی در این باره می‌گوید: «کسی که در ولایت فقیه وسوسه کند، طعم فقه را نچشیده است و معنا و رمز کلمات معصومین را نفهمیده است.»[۱۲۵]
- محمدتقی مصباح یزدی می‌گوید: یکی از ابهام‌ها قید مطلقه در ولایت فقیه است که سبب شده، افراد از آن برداشت دیکتاتوری کنند و هنوز برخی نمی‌دانند حوزهٔ اختیارات ولی‌فقیه کدام است و مطلقه بودن ولایت فقیه در برابر کدام مقیده است. این‌که یک نفر هر چه به ذهنش رسید بگوید و همه ملزم به تبعیت باشند، تفکری عقب افتاده است.[۱۲۶] وی همچنین معتقد است ولی فقیه حاکم بر جان و مال و ناموس مردم است و به حکم آیهٔ «النبی اولی بالمومنین من انفسهم»[۱۲۷] در تصمیم‌گیری بر جان مردم از خود آن مردم مقدم‌تر است. وی همچنین معتقد است «ادله‌ای که برای اثبات اصل نظریه ولایت فقیه می‌آید اقتضای اطلاق ولایت فقیه را دارد و مقتضای آن این است که همهٔ اختیاراتی که برای امام معصوم به عنوان ولی امر جامعه اسلامی ثابت است، برای فقیه نیز ثابت است و ولی فقیه از این نظر هیچ حدّ و حصری ندارد»[۱۲۸][۱۲۹]
- احمد خاتمی در سخنانی در مراسمی در ۵ آذر ۱۳۹۶ گفت: ولی فقیه ممکن است بسیاری از ویژگی‌های ائمه را نداشته باشد اما اختیارات حکومتی در دوران غیبت امام عصر را بر عهده دارد و مانند امامان معصوم بر مردم حاکم است. وی در ادامه گفت: ولایت مطلقه فقیه به معنای دیکتاتوری و انجام دل به خواه امور نیست، بلکه به معنی آزادی دیدگاه‌های گوناگون و جلوگیری از استبداد و آشفتگی در جامعه است.[۱۳۰]

#### مخالفان
- مرتضی انصاری از نخستین فقیهانی است که به بحث پیرامون ولایت سیاسی فقیه می‌پردازد.[۱۳۱] او این بحث را در کتاب مکاسب خود مطرح کرده و منصب فقیه جامع‌الشرایط را در سه منصب افتا، قضا و سیاست شرح می‌دهد. او ولایت فقیه در افتا و قضاوت را می‌پذیرد ولی در گسترش آن به حوزه امور سیاسی تردید جدی دارد. او باورش این است «استقلال فقیه در تصرف اموال و انفس، جز آنچه از اخبار وارده در شأن علما تخیل می‌شود، به عموم ثابت نشده است.» و «اقامه دلیل بر وجوب اطاعت فقیه همانند امام جز آنچه با دلیل خاص خارج می‌شود، خار در خرمن کوبیدن است»[۱۳۲]
- محمد اشرفی شاگرد انصاری چون شرط فقاهت برای حاکم قائل نبود، درست چند سال قبل از مشروطه مکانیزم تبعیض در تقلید[۱۳۳] را برای استقلال حاکم غیر فقیه از یک فقیه منحصر طراحی کرد. از سوی دیگر او شرط هشتمی برای مرجع تقلید قائل بود که مرجع باید رشید باشد یعنی بر اقتصاد به شکل عملی مسلط باشد[۱۳۳] تا برای تربیت طلاب وابسته به حکومت (یا وجوهات مردم) نباشد و خودش با سازمانی که طراحی می‌کند قادر به تأمین حوزه علمیه تحت مدیریتش باشد.[۱۳۴]
- مراجع ثلاث مشروطه را بدون قید حاکم فقیه تأیید کردند و زمانی که شیخ فضل‌الله اصرار بر مشروعه داشت و مخالفت با مشروطه را آغاز کرد او را مفسد معرفی کردند.[۱۳۵][۱۳۶]
- محمدحسین نائینی در کتاب تنبیه الامه با تأیید شرعی نهضت مشروطه آشکارا از آن پشتیبانی می‌کنند.
- سید محمدکاظم شریعتمداری مخالف اختیارات نامحدود ولی فقیه بود و به اصل ۱۱۰ قانون اساسی رأی نداد.[۱۳۷] او گفت: آنچه در فقه شیعه تحت حمایت ولایت فقیه است، ولایت فقها بر امور حسبیه است؛ یعنی یتیمی هست که ولی او معلوم نیست کیست، فقیه موظف است برای آن یتیم یک ولی قهری تعیین کند. یا اموالی مجهول المالک است، باید آن را در جهت مصارف مردم تصرف، و خرج کند… در این حدود است. نه اینکه بر جان و مال و سرنوشت مردم مسلط بشود. چنین توسعه‌ای را حتی ائمه شیعه هم به خودشان نمی‌دانستند… بنابراین، این را یک بدعت در شیعه می‌دانستند و از این جنبه هم مخالف بودند. از جنبه مصلحت مملکت هم، ایشان می‌گفتند که این قانون اساسی، اصولی از آن بر حاکمیت ملی تصریح دارد مثل اصل ۶۷ و اصولی بر حاکمیت ولی فقیه تصریح دارد مثل اصل ۱۱۰، و این دو با هم در تضاد ماهُوی‌اند و باعث اصطکاک دائم خواهند شد و قانون اساسی را بی‌اعتبار خواهند کرد.[۱۳۸]
- حسینعلی منتظری ولایت فقیه جامع‌الشرایط را تأیید می‌کند ولی ولایت مطلقهٔ فقیه را از مصادیق شرک می‌داند.[۱۳۹]
- سید ابوالقاسم خویی نظریهٔ ولایت فقیه را یک «بدعت عاری از هرگونه پشتوانه در قوانین و حکمت شیعی» می‌دانست.[۱۴۰][۱۴۱][۱۴۲] او می‌گوید: «ولایت در زمان غیبت با هیچ دلیلی برای فقها اثبات نمی‌شود. «ولایت» تنها به پیامبر (ص) و ائمه (علیهم السلام) اختصاص دارد. آنچه از روایات برای فقها، اثبات می‌شود دو امر است، نفوذ قضاوت، حجیت فتوای‌شان. اما حق تصرف در اموال قاصران و غیر ایشان ـ که از شئون «ولایت» است ـ ندارند مگر در امور حسبیه[۱۴۳] و فقها در این محدوده «ولایت» دارند، اما نه به معنای ادعا شده [یعنی نه به معنای ولایت] بلکه به معنای نفوذ تصرفاتش یا تصرفات وکیلش… بنابراین، آنچه برای فقیه، ثابت می‌باشد «جواز تصرف» است، نه «ولایت».»[۱۴۴]
- سید حسن طباطبایی قمی با نظریهٔ ولایت فقیه مخالف بود. او براین اعتقاد بود که در شرایط کنونی امکان برقراری حکومت اسلامی وجود ندارد.[۱۴۵]
- سید علی سیستانی دربارهٔ ولایت فقیه چنین بیان می‌کند که ولایت در آنچه - به اصطلاح فقها - امور حسبیه خوانده می‌شود برای هر فقیهی که جامع شرایط تقلید باشد ثابت است؛ و اما در امور عامه که نظم جامعه اسلامی بر آن‌ها متوقف است هم در شخص فقیه و هم در شرایط به کار بستن ولایت امور دیگری معتبر است از جمله مقبول بودن نزد عامهٔ مؤمنین.[۱۴۶]
- مرتضی مطهری در کتاب پیرامون انقلاب اسلامی می‌گوید: «ولایت فقیه به این معنا نیست که فقیه خود در رأس دولت قرار گیرد و عملاً حکومت کند. نقش فقیه در یک کشور اسلامی… نقش یک ایدئولوگ است نه نقش یک حاکم… تصور مردم آن روز ـ دورهٔ مشروطیت ـ و نیز تصور مردم ما از ولایت فقیه این نبود و نیست که فقها حکومت کنند و ادارهٔ مملکت را به‌دست گیرند…»[۱۴۷][۱۴۸]
- سید علی امین فقیه لبنانی، عذرخواهی حسینعلی منتظری از مردم و اعتراض فرزندان انقلاب ایران و دوستان روح‌الله خمینی به «ولی فقیه» را نشانهٔ آن می‌داند که این نظریه آزمون خود را پس داده و در آزمون اجرا مردود شده است.[۱۴۹][۱۵۰]
- بنی صدر در روزنامه انقلاب اسلامی مورخ ۱ شهریور ۱۳۵۸ نوشت: «برداشتی که از ولایت فقیه می‌کنند که بیشتر می‌توان گفت ولایت فقیه مرادشان نیست، مسئله خدایی فقیه مدنظر ایشان است».[۱۵۱]
- محمد صادقی تهرانی در کتاب حکومت صالحان یا ولایت فقیهان به رد این نظریه پرداخته است.[۱۵۲]
- مهدی حائری یزدی: ولایت به معنی قیومیت، مفهوماً و ماهیتاً با حکومت و حاکمیت سیاسی متفاوت است؛ زیرا ولایت تصرف ولی امر در اموال و حقوق اختصاصی شخص مولیّ علیه است که به جهتی از جهات، از قبیل عدم بلوغ و رشد عقلانی، دیوانگی و غیره از تصرف در حقوق و اموال خود محروم است. در حالی که حکومت یا حاکمیت سیاسی به معنای کشورداری و تدبیر امور مملکتی است که در یک محدودهٔ جغرافیایی سیاسی قرار دارد. و این مقامی است که باید از سوی شهروندان آن مملکت که مالکین حقیقی مشاع آن کشورند، به شخص یا اشخاصی که دارای صلاحیت تدبیر و واجد علم و آگاهی به امور جزئیه و حوادث واقعه و متغیرهٔ آن کشور می‌باشند، واگذار شود.[۱۵۳]
- سید محمدجواد غروی او حدیث مقبوله عمر بن حنظله (مورد استناد در موضوع ولایت فقیه) و حدیث من بلغه ثواب (مورد استناد در موضوع تقلید و ظن فقیه) را از مجعولات شمرده و این دو را از مهم‌ترین اخبار آحاد منحوله در ایجاد انحراف و کژی در اسلام و شیعه قلمداد کرده است.[۱۵۴]
- یعسوب‌الدین رستگار جویباری حوزوی محکوم به زندان و از منتقدان ولایت فقیه.[۱۵۵]
- محمدحسین فضل‌الله وی ولایت مطلقه فقیه را باطل می‌دانست.[۱۵۶] همچنین وی در این باره می‌گوید: «من به ولایت مطلق فقیه اعتقاد ندارم؛ ولی به این اعتقاد دارم که در اسلام اصلی وجود دارد و آن حفظ نظم جامعه و حفظ نظم امینتی و اقتصادی و اجتماعی است. اگر حفظ این نظام به این متوقف باشد که ولی فقیه و مشاورانش حکومت را به دست بگیرد، ما آن را قبول داریم. اما اگر حفظ این نظام متوقف به آن نباشد، می‌توانیم شخص امین و مخلص و مشاوران متخصصی را برگزینیم که به او در اداره امور دولت کمک کنند و در نتیجه به ولایت فقیه نیازی نیست.»[۱۵۷] در مصاحبه‌ای گفت: با ولایت فقیه در ایران موافق است، چون ولایت فقیه در ایران با نظام جمهوری اسلامی سازگار است؛ اما با ولایت فقیه در لبنان مخالف است، چون با واقعیت‌های سیاسی در آن‌جا سازگار نیست.[۱۵۸]
- اسدالله بیات زنجانی او در پرسش یکی از مقلدان خود دربارهٔ ولایت فقیه گفته است: «اصل ولایت فقیه امری سیاسی و فقهی و مورد اختلاف بین فقیهان است و اگرچه به نظر صحیح می‌آید لیکن نه خودش اصل دین و نه انکارش کفر آور و فسق است. کسانی که غیر از این را می‌گویند نیز اهل بدعت بوده و از باب نهی از منکر باید آنان را طرد کرد و اگر عالمی نیز این‌گونه حرف بزند، موجب سلب عدالتش می‌شود و پشت سر او نمی‌شود نماز خواند.»[۱۵۹]
- عبدالکریم سروش انتقاداتی را نسبت به تئوری ولایت فقیه وارد کرده و گفته است: «تئوری ولایت فقیه، عین استبداد دینی است و با این تئوری اصولاً نمی‌توان نظم دموکراتیک به وجود آورد. حتی هیچ‌کس نمی‌تواند در ذیل تئوری ولایت فقیه، عدالت بورزد چون همان‌گونه که فیلسوفان قدیمی گفته‌اند، قدرت مطلقه فساد مطلق می‌آورد. پارساترین فرد هم اگر در راس جامعه با قدرت غیرپاسخگو قرار گیرد بعد از چند سال بسیار از عدالت فاصله خواهد گرفت؛ لذا تئوری ولایت فقیه آیت‌الله خمینی از همان آغاز یک تئوری غیراخلاقی بود.»[۱۶۰]
- آرش نراقی در سخنرانی‌ای که در کنفرانس «ایران پس از انتخابات ریاست جمهوری» داشت در نقد نظریه ولایت مطلقه فقیه گفته است: «در چارچوب این نظریه، خوب و بد امور یکسره در گرو تشخیص و تصمیم ولی فقیه است، و هیچ قید مستقلی دامنه تصمیمات ولی فقیه را مقید نمی‌کند: هرچه آن خسرو کند شیرین کند! اگر ولی فقیه تشخیص دهد که دروغ گفتن، بهتان زدن، تقلب کردن، ریختن خون بیگناهان، یا تجاوز جنسی به منتقدان، برای حفظ پایه‌های نظام ضروری است، در آن صورت انجام این اعمال اخلاقاً برای مؤمنان و مقلّدان مجاز، و بلکه واجب می‌شود. اما نظام اخلاقی ای که در آن دروغ گفتن، بهتان زدن، تجاوز جنسی، قتل انسان بیگناه، اضرار به غیر، و امثال آن‌ها مجاز باشد عین بی‌اخلاقی است. زندگی بر مبنای این نوع مصلحت گرایی لگام گسیخته نهایتاً با بی‌اخلاقی یا هرج و مرج و آنارشی اخلاقی فاصله‌ای ندارد. اخلاق برآمده از نظریه ولایت مطلقه فقیه در نهایت نوعی بی‌اخلاقی مقدس مآبانه از کار درمی آید.»[۱۶۱]
- محسن کدیور: ولایت فقیه آمیزه‌ای از امامت انتصابی در کلام شیعه با شاهنشاهی ایرانشهری است که با فلسفهٔ فیلسوف‌شاهی افلاطونی عجین شده با تغییراتی جزئی به‌عنوان نظریه‌ای شرعی و فقهی بازتولید شده است. فقیه فرهمند نه از سوی مردم که از سوی شارع به ولایت می‌رسد، مصلحت مردم را بهتر از مردم درک می‌کند، و اختیاراتی همانند انسان کامل محیی الدین دارد: ولایت مطلقه.[۱۶۲]
- موسی موسوی اصفهانی: علمای شیعه می‌گویند منظور از اولی الامر خلیفه یا امام شرعی است، که از امام علی، و پس از او از فرزندانش تا امام مهدی، تشکیل شده و در زمان غیبت مختص به فقها و مجتهدینی است که جای او را پر نموده، و نایبان عام او می‌باشند. نظریه ولایت فقیه قبل از هر چیز با نص صریح قرآن برخورد و تصادم می‌کند. قرآن کریم چهارچوب صلاحیت فقها را به وضوح کامل بیان نموده است: وما کان المؤمنون لینفروا کافة فلولا نفر من کل فرقة منهم طائفة لیتفقهوا فی الدین ولینذروا قومهم إذا رجعوا إلیهم لعلهم یحذرون [التوبة: ۱۲۲]. ِ� (معنی): «پس چرا گروهی از هر فرقه بیرون نروند تا فقیه شوند و هنگام بازگشت قوم خود را بیم و انذار دهند تا بلکه از نافرمانی حذر کنند». این آیه به صراحت فقیه شدن را برای عامه مردم یک علم آموزی می‌داند نه یک طبقه اجتماعی[۱۶۳]

## نظریه ولایت از نظر مذاهب دیگر

### نظریه ولایت از نظر اهل سنت
برخلاف شیعه که امامت را از اصول دین می‌دانند. از نظر اهل سنت امامت و رهبری امری سیاسی و در فقه می‌گنجد.
امام محمد غزالی می‌گوید: «نظریه امامت اساس نیست، بلکه از فروع و امر فقهی است.
امام الحرمین جوینی می‌گوید: امامت مربوط به اعتماد است و از فروع دین است.
عقیده عموم اهل سنت بر این است که محمد کسی را برای جانشینی خود انتخاب نکرده است، و قصد داشته است که جامعه در مورد رهبری بین خود تصمیم بگیرد.
در اسلام سنی، انتخاب خلیفه به‌طور ایده‌آل یک انتخاب دموکراتیک است که توسط جامعه مسلمانان انجام می‌شود.
ابن تیمیه قوت و امین بودن و بیعت را مبنای مشروعیت سیاسی می‌داند.
محمد ابن عبدالوهاب مبنای مشروعیت را سه شرط قدرت - انصاف و بیعت می‌داند
در اسلام اهل سنت، خلفا معصوم تلقی نمی‌شوند و در صورتی که عمل آنها گناه تلقی شود، می‌توان آنها را عزل کرد.
اطاعت از خلیفه اغلب به عنوان یک تکلیف شرعی تلقی می‌شود، حتی اگر او عادل نباشد.
قاضی را صرفاً بر اساس انتصاب او از سوی دولت، صالح می‌دانند.
ابوبکر، عمر، عثمان و علی در نزد اهل سنت به عنوان صالح‌ترین افراد در نسل خود شناخته می‌شوند که شایستگی آنها در خلافت آنها منعکس شده است. خلافت‌های بعدی بنی امیه و بنی عباس، اگرچه ایده‌آل نبودند، اما به دلیل رعایت الزامات قانون، حفظ مرزها و اتحاد جامعه، مشروع تلقی می‌شوند.
طه حسین می‌نویسد: حکومت نبوی (در مدینه) یک حکومت آسمانی بدون نظر مردم نبود. و از این نظر فرقی بین اسلام و مسیحیت نبود. اسلام امربمعروف و نهی از منکر می‌کند و بقیه امور را به مردم واگذار می‌کند همان‌طور که مسیح گفت: حق قیصر را به قیصر بدهید و حق خداوند را به خداوند… حکومت نبی یک تیوکراسی نبود بلکه حکومتی بود که در آن درست و اشتباه اتفاق می‌افتاد تا در مورد اشتباهات فکر کنند و از آنها بیاموزند.. این یک اشتباه جدید است که برخی فکر کرده‌اند سیاست در حکومت نبی با دین یکی بوده است.

### نظریه ولایت از نظر شاخه‌های دیگر شیعه
زیدیان اعتقادی به غیبت ندارند (متعاقبا اعتقاد به ولایت فقیه در دوران غیبت هم ندارند) و نزد ایشان هر کسی که از فرزندان حسن یا حسین باشد می‌تواند به امامت برسد. امام باید حاضر باشد در برابر ظلم و بی‌عدالتی قیام کند و به شکل ظاهر و مرئی حکومت کند و عدل را جاری سازد.
اسماعیلیه نزاری نیز اعتقاد به امام حاضر دارند که باید از سلاله فاطمه و علی باشد و امام ۴۹ ام و فعلی آنها کریم آقا خان چهارم است

### در مراجع بین المللی
مراجع بین المللی زیادی  مثل مجموعه داده‌های پلیتی و آزادی در جهان و شاخص مردم‌سالاری اکونومیست  حکومت ایران را با عنوان بدون آزادی و آنوکراسی بسته و یکه سالاری بسته خوانده اند.

شاخص دموکراسی اکونومیست ۲۰۲۲: حکومت‌های استبدادی با رنگ‌های نارنجی و قرمز مشخص شده‌اند.
حکومت‌های استبدادی صورت و کشورهای قرمز دارای حکوکت استبدادی مطلقه هستند.
شاخص دموکراسی در سال ۲۰۲۳.

## کتابشناسی ولایت فقیه
- ولایة فقیه، روح‌الله خمینی
- حکمت و حکومت: مهدی حائری یزدی
- ولایت فقیه؛ جوادی آملی
- ولایت فقیه، آذری قمی
- ولایة الفقیه، حسینعلی منتظری (متن کتاب)
- ولایت فقیه، حسنعلی نجابت
- تحقیقی پیرامون ولایت فقیه؛ حبیب‌الله طاهری
- ترجمه رساله بدیعه؛ سید محمد حسین حسینی تهرانی
- حاکمیت در اسلام؛ سید محمد مهدی موسوی خلخالی
- حکومت الهی، ولایت و زعامت؛ سیدمصطفی آیت‌اللهی
- دموکراسی در نظام ولایت فقیه؛ مصطفی کواکبیان
- شئون و اختیارات ولی فقیه؛ روح‌الله خمینی
- شیخ انصاری و مسئله ولایت فقیه؛ محمدحسن فاضل گلپایگانی
- عروج آزادی در ولایت فقیه؛ سید علی موسوی
- فقه سیاسی؛ عباسعلی عمید زنجانی
- مبنی اندیشه سیاسی اسلام؛ عباسعلی عمید زنجانی
- مبانی حکومت اسلامی، ج ۱؛ جعفر سبحانی
- ولایت فقیه از دیدگاه فقها و مراجع، علی عطائی
- ولایت فقیه؛ سید محمد هاشم دستغیب
- ولایت فقیه؛ محی الدین حائری شیرازی
- ولایت فقیه و دموکراسی ارشاد شده؛ علی ابوالحسنی منذر
- ولایت فقیه از دیدگاه فقها؛ احمد آذری قمی
- ولایت فقیه؛ یوسف صانعی
- ولایت فقیه یا حکومت اسلامی؛ یوسف صانعی
- ولایت فقیه به زبان ساده؛ سید محمد شفیعی
- ولایت فقیه؛ مصطفی جعفرپیشه فرد
- ولایت فقیه یا حکومت اسلامی در عصر غیبت؛ محمد یزدی
- تشکیل حکومت در عصر غیبت؛ سید سبحان مروجی

## مخالفت‌ها

### مخالفت علما با ولایت فقیه
برخی علمای ساکت حوزه‌های قم و نجف از نظام حکومتی ایران انتقاد می‌کنند، «چهار علم بزرگ»، از جمله آیت الله العظمی علی سیستانی، به‌طور فعال با این مفهوم مخالفت می‌کنند.در واقع بخش بزرگی از روحانیت شیعه به نظریه ولایت فقیه اعتقادی ندارند و معتقدند روحانیت باید از سیاست دوری کند. اکثریت پیروان آیت الله العظمی سید حسین بروجردی (۱۸۷۵–۱۹۶۱م) را به عنوان برجسته‌ترین عالم پذیرفته‌اند. تنها پس از رحلت او بود که روح‌الله خمینی اولین رساله سیاسی خود را منتشر کرد که در آن صراحتاً خواستار مشارکت فعال در مسائل سیاسی شد. آیت الله حسین بروجردی که از موضع‌گیری‌های سیاسی خودداری می‌کرد، در تمام عمر، شاگرد خود خمینی را از پرداختن به امور غیر دینی منع می‌کرد.
پس از پیروزی انقلاب ایران محمدکاظم شریعتمداری، با اختیارات ولی فقیه، در اصل ۱۱۰ قانون اساسی مخالفت کرد. وی مخالف اختیارات نامحدود ولی فقیه بود و به این اصل در قانون اساسی رأی نداد. (پس از تیره‌شدن رابطه شریعتمداری با حکومت، جامعه مدرسین حوزه علمیه قم در اقدامی بی‌سابقه در تاریخ شیعه او را از مرجعیت خلع کرد. سپس شریعتمداری محصور شد و تا پایان عمر در حصر خانگی ماند)
حزب جمهوری خلق مسلمان ایران در دوران پیش از رای‌گیری قانون اساسی، به طرفداری از سید محمدکاظم شریعتمداری به اعتراضات روی آورد. طرفداران حزب خلق مسلمان با اختلاط دین و سیستم سیاسی مخالف بودند و همچنین خواهان احقاق حقوق اقلیت آذربایجانی بودند. در پی گسترش ناآرامی‌ها نیروهای نظامی مستقر در تبریز از جمله پایگاه دوم نیروی هوایی ایران واقع در شمال غرب تبریز به حمایت از معترضین پرداخت. در نهایت کنترل مراکز حساس شهر از جمله مرکز صدا و سیما تبریز و پایگاه دوم شکاری نیروی هوایی به دست معترضین آمد. معترضان برای نشان دادن قدرت خود شش فروند جنگده فانتوم را در ارتفاع پایین بر فراز تبریز به پرواز درآوردند.

### جنبش سبز
یک دیدگاه بیان می‌دارد که بخشی از اعتراضات در پی انتخابات ریاست‌جمهوری دهم مربوط به ولایت فقیه بوده است و رسیدگی به خواسته‌های جنبش سبز در «چهارچوب ولایت فقیه» ناممکن است. میرحسین موسوی، بنیان‌گذار جنبش سبز پیش از این در ۳ اردیبهشت ۱۳۸۸ گفته بود که با اعتقاد به مسئلهٔ ولایت فقیه وارد انتخابات ریاست جمهوری شد و بیان کرد که «اصل ولایت فقیه ما را در مقابل کودتاها، حاکمیت نیروهای مسلح حفظ کرده است.» با این حال وبگاه کلمه (حامی جنبش سبز و وابسته به میرحسین موسوی) به انتقادها از ولایت فقیه می‌پردازد.

### اعتراضات دی ۱۳۹۸ ایران
در اعتراضات دی ۱۳۹۸ ایران بخشی از شعارها ضد ولایت فقیه بود:
- «این همه سال جنایت، مرگ بر این ولایت»[۱۸۷]
- «مرگ بر اصل ولایت فقیه»[۱۸۸]